# Club Atlético Boca Juniors (baloncesto)
La sección de baloncesto del Club Atlético Boca Juniors fue creada oficialmente en La Boca, Buenos Aires, Argentina, el 3 de abril de 1929, de la mano del expresidente Ruperto Molfino. Participa en la máxima categoría del baloncesto argentino, la Liga Nacional de Básquet.
El equipo juega sus partidos como local en el Estadio Luis Conde, conocido como «La Bombonerita».
A nivel local, el club cuenta con cinco campeonatos de la Liga Nacional de Básquet (1996-97, 2003-04, 2006-07, 2023-24 y 2024-25) y ocho copas nacionales, entre las que se destacan cinco ediciones consecutivas de la Copa Argentina —máximo ganador del certamen— en 2002, 2003, 2004, 2005 y 2006, además de una Supercopa de La Liga en 2024 y una Copa Súper 20 en 2025. También posee 22 títulos en la era amateur, siendo el más destacado el Campeonato Argentino de Clubes de 1963 (máxima categoría del básquet argentino en la etapa amateur).
A nivel internacional logró tres títulos, todos ellos en el Campeonato Sudamericano de Clubes Campeones: 2004, 2005 y 2006.
Sumando torneos nacionales e internacionales, es el segundo club más exitoso y con mayor cantidad de títulos en la historia del básquet argentino profesional, con 17 títulos oficiales, igualando a Peñarol y por detrás de Atenas (20). A su vez, es uno de los equipos más destacados de la historia del baloncesto argentino. Tuvo gran protagonismo tanto en la era amateur y semi-amateur de las distintas ligas metropolitanas de la ciudad de Buenos Aires como en la Liga Nacional de Básquet, donde es el segundo máximo campeón junto a Peñarol y San Lorenzo, razón por la cual es considerado uno de los denominados grandes de la Liga Nacional de Básquet.
Grandes jugadores y entrenadores vistieron la casaca azul y oro antes y/o después de representar a la selección argentina e incluso de competir en las principales ligas europeas y en la NBA.

## Historia

### Amateurismo
La sección de básquetbol de Boca Juniors se creó en 1928, cuando se construyó una cancha de básquet a pedido de Santiago Pedro Sana, socio fundador y dirigente del club. Al año siguiente, la institución se afilió a la Federación Argentina de Básquetbol, única entidad rectora del básquet metropolitano en ese momento, participando en divisiones menores.
El desarrollo de la disciplina cobró mayor impulso con la creación de la Asociación de Básquet de Buenos Aires, de carácter semiamateur, a la cual se afiliaron la mayoría de los clubes de fútbol. Entre 1937 y 1974, la actividad en la ciudad se dividió entre la Federación Argentina de Básquetbol (que desde 1954 pasó a denominarse Asociación Porteña de Básquetbol), vinculada al amateurismo, y la Asociación de Buenos Aires (ABA), con orientación hacia el profesionalismo. Bajo la organización de la ABA, Boca Juniors disputaba los Torneos Apertura (primer semestre) y los Campeonatos Oficiales (segundo semestre). A partir de 1951 también participó en los Torneos Metropolitanos, que reunían a los mejores equipos de ambas entidades hacia fin de año.

### El equipo de las estrellas
En la década de 1940, Boca Juniors obtuvo importantes títulos en el básquetbol. El club ganó los Torneos Apertura de 1938 y 1939, y los Campeonatos Oficiales de la Asociación de Buenos Aires en 1940 y 1941.
Entre los jugadores que integraron el plantel en esa etapa se encontraban, por orden alfabético: Pedro Aizcorbe, Daniel Anglés, Elías Bissio, Roberto Contini, Alberto Dayán, Víctor Di Vita, José Giuliano, Carlos Induni, Felipe Mattianich, Mario Mattioni, Pedro Rodríguez y Carlos Stroppiana.

### La vuelta a la gloria
A partir de 1955, Boca Juniors inició un proyecto para recuperar su prestigio en el básquetbol. Se incorporaron los jugadores rosarinos Enrique Borda en 1954, y Bernardo Schime y Rubén Petrilli en 1955. El plantel contaba además con Fazio, Alberto Noval y Egidio De Fornasari, bajo la dirección técnica de Andrés Rossi.
Entre 1956 y 1957 se sumaron José Olivera, José Novoa y Luis Pérez. Este grupo comenzó a obtener resultados destacados: Boca Juniors ganó el Torneo Metropolitano en 1957 y 1959, tras haber sido subcampeón en 1958. Además, obtuvo el subcampeonato de la Asociación de Buenos Aires en 1958 y 1959.

### La triple-triple corona

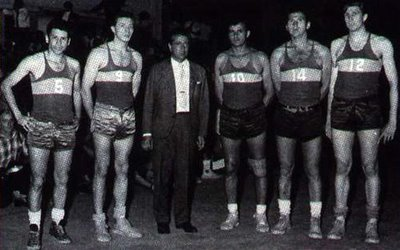
El equipo multicampeón de principios de los años '60.

Tras la etapa de Andrés Rossi, Abelardo Rafael Dasso asumió la dirección técnica de Boca Juniors, dando inicio a uno de los ciclos más destacados en la historia del club. Durante este período, el plantel contaba con Enrique Borda, Jesús María Díaz, Miguel Carrizo, Bernardo Schime, Alberto Desimone, Luis Pérez, Egidio De Fornasari, Alberto Noval, Héctor Vázquez, Rubén Castelli, Juan Carlos Mazzini, Abel Rojas, Luis Torrás, Edgardo Molinari y Héctor Rosales.
Entre 1961 y 1963, Boca Juniors obtuvo la triple corona, al consagrarse campeón de la Asociación de Buenos Aires, del Torneo Apertura y del Torneo Metropolitano. En ese período, disputó 93 partidos, con un récord de 89 victorias y 4 derrotas. Posteriormente, el club ganó el Torneo Apertura de 1964 y los campeonatos de la Asociación de Buenos Aires en 1965, 1966 y 1967, siempre bajo la dirección técnica de Dasso y con Jesús María Díaz como referente dentro de la cancha.
Boca Juniors volvió a obtener el Torneo Metropolitano en 1969 y fue subcampeón del Torneo Oficial de la Asociación de Buenos Aires. En 1970, el club ganó nuevamente el Torneo Oficial al superar a Lanús por 91-76 en el Estadio de River, con Enrique Borda como entrenador. El equipo base estuvo compuesto por Juan Carlos Mazzini, Néstor Delguy, Adalberto Gusso, Emilio Dumani, Juan Tito y Jesús Díaz.

### Era Profesional

#### 1988: ascenso a Liga Nacional de Básquet
En 1988, Boca Juniors logró el ascenso a la máxima categoría al consagrarse campeón del torneo organizado por la Confederación Argentina de Básquetbol. El equipo estuvo dirigido por Horacio Seguí, quien años más tarde se desempeñó como entrenador de la Selección Argentina de baloncesto.

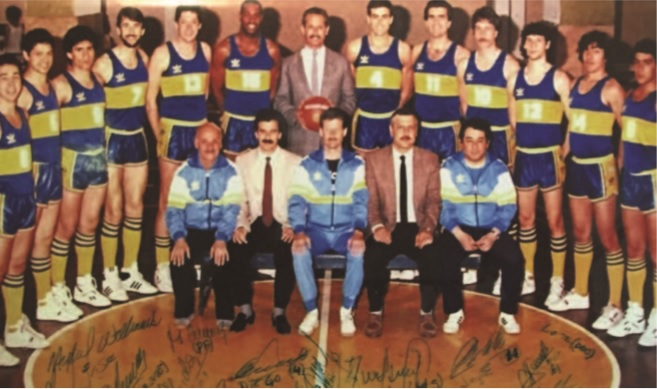
Plantel campeón Liga Nacional "B" 1988. Según el número de camiseta: 4 Diego de Simone, 5 Ángel Cerisola, 6 Carlos Centeno, 7 Ricardo Rattone, 10 Norberto Meire, 11 Vicente Pellegrino, 12 Fabián Sachi, 13 Horacio Beigier, 14 Jorge Malerba, 15 Thomas Minor.

### Primera participación de la Liga Nacional de Básquet 1989, descenso y posterior ascenso en 1990
En la temporada 1989 de la Liga Nacional de Básquet, Boca Juniors disputó 32 partidos, con un registro de 12 victorias y 19 derrotas, finalizando en la 14.ª posición entre 16 equipos participantes con un total de 43 puntos. Este resultado determinó su descenso a la Liga Nacional B.
En 1990 compitió en la segunda categoría, donde alcanzó la final por el ascenso y se ubicó en la segunda posición del certamen. Pese a no consagrarse campeón, el equipo obtuvo igualmente el derecho a participar en la máxima división, concretando su retorno a la élite del baloncesto argentino.

### 1990-91
En la Liga Nacional de Básquet 1990-91, Boca Juniors finalizó en la 10.ª posición entre 14 participantes, con un registro de 16 victorias y 25 derrotas, acumulando 47 puntos en 41 partidos disputados.

### 1991-92
En la Liga Nacional de Básquet 1991-92 culminó en el 13.º puesto, también sobre 14 equipos. Cerró la temporada con 17 victorias y 29 derrotas, sumando 63 puntos en 46 encuentros. Debido a su ubicación en la tabla debió disputar un play-off por la permanencia frente a River Plate, al que derrotó por 3-2, asegurando su continuidad en la categoría y enviando a su clásico rival al Torneo Nacional de Ascenso.

### 1992-93
En la Liga Nacional de Básquet 1992-93 repitió la 13.ª colocación, aunque en esta ocasión con un total de 16 participantes. Registró 23 triunfos y 29 derrotas en 52 presentaciones.

### 1993-94
En la Liga Nacional de Básquet 1993-94, lo tuvo en la 12.ª ubicación sobre 16 equipos, con 18 victorias (37,5 %) y 30 derrotas en 48 partidos. 

### 1994-95
En la Liga Nacional de Básquet 1994-95, bajo la dirección técnica de León Najnudel, alcanzó un rendimiento destacado que le permitió finalizar en la 4.ª posición. El equipo obtuvo 30 victorias y 21 derrotas, totalizando 81 puntos en 51 juegos.

### 1995-96
Para la Liga Nacional de Básquet 1995-96 asumió como entrenador Julio Lamas, con quien el conjunto Xeneize ocupó la 8.ª colocación. Su balance fue de 28 triunfos y 24 derrotas en 52 encuentros, alcanzando los 79 puntos.

### 1996-97: inauguración del Estadio Luis Conde y primer título de la LNB
En la temporada Liga Nacional de Básquet 1996-97, coincidente con la inauguración del microestadio Luis Conde, conocido popularmente como La Bombonerita, Boca Juniors obtuvo por primera vez el título de la Liga Nacional de Básquet. En la serie final superó a Independiente (General Pico) por 4-1, con un balance global de 42 victorias y 16 derrotas en 58 partidos disputados a lo largo del certamen.
El plantel campeón estuvo integrado por Byron Wilson, Jerome Mincy, Ariel Bernardini, Luis Villar, Sebastián Festa, Gabriel Fernández, Claudio Farabello, Gustavo Ismael Fernández, Diego Prego, Claudio Chiappero, Sebastián Acosta, Esteban Acosta y Fernando Oyarzún, bajo la dirección técnica de Julio Lamas.

### 1997-98
En la Liga Nacional de Básquet 1997-98, Boca Juniors alcanzó el subcampeonato tras caer en la serie final ante Atenas por 4-0.  El equipo, conducido por Néstor García, cerró la temporada con un registro de 39 victorias y 16 derrotas, sumando un total de 94 puntos en 55 encuentros disputados. 

### 1998-99
En la Liga Nacional de Básquet 1998-99, Boca Juniors finalizó primero en la primera fase, compartiendo la posición con Atenas, con un registro de 22 victorias y 8 derrotas. En los play-offs fue eliminado en los cuartos de final por Obras por 3-2, concluyendo en la quinta posición de la tabla final.
Ese mismo año, el equipo disputó el Torneo Copa de Campeones 1998, donde cayó en la primera jornada ante Ferro por 71-65. Posteriormente, se aseguró el quinto puesto al superar a Olimpia por 88-84.
Boca Juniors también participó por primera vez en un torneo internacional, la Liga Sudamericana de Clubes 1998. En la etapa clasificatoria del Grupo C, el equipo obtuvo seis victorias en igual cantidad de encuentros. En los play-offs, venció a San José de Asunción por 2-0 en cuartos de final, pero fue eliminado por Atenas en semifinales por 2-1, finalizando en la tercera posición con un total de 9 victorias y 2 derrotas.

### 1999-00
En la Liga Nacional de Básquet 1999-00, Boca Juniors concluyó en la tercera posición durante la primera fase, con un registro de 20 victorias y 10 derrotas. En la segunda fase, finalizó segundo en la Zona A1, con 10 partidos ganados y 4 perdidos, clasificando así a la tercera fase. En los cuartos de final fue eliminado por Peñarol por 3-2.
Ese mismo año, el equipo volvió a disputar el Torneo Copa de Campeones 1999, donde tras perder en la primera jornada ante Ferro por 79-66, logró nuevamente el quinto puesto al superar a Peñarol por 79-70.
En el ámbito internacional, Boca Juniors participó en la Liga Sudamericana de Clubes 2000, finalizando segundo en el Grupo C con una victoria y dos derrotas. En los cuartos de final fue eliminado por Welcome por 2-0.

### 2000-01
En la Liga Nacional de Básquet 2000-01, Boca Juniors, dirigido por Fernando Duró, finalizó la primera ronda en el cuarto puesto, con un registro de 19 victorias y 11 derrotas. En la segunda ronda mantuvo la misma posición, acumulando 9 victorias y 5 derrotas. En los play-offs, el equipo superó en los cuartos de final a Belgrano (SN) por 3-1, pero fue eliminado en semifinales por Estudiantes (O) también por 3-1. De esta manera, Boca Juniors culminó la temporada en la tercera posición, con un balance general de 32 victorias y 20 derrotas en 52 partidos.
En el Torneo Copa de Campeones 2000, el equipo logró vencer en la primera jornada a Independiente (GP) por 77-74. En cuartos de final fue eliminado por Estudiantes (O) por 85-80, y posteriormente se consagró tercero al derrotar a Peñarol por 90-83 en el partido por la ubicación final.

### 2001-02
En la Liga Nacional de Básquet 2001-02, Boca Juniors integró la Zona Norte durante la primera fase, en la que finalizó en la tercera posición con un registro de 10 victorias y 4 derrotas. En la segunda fase culminó quinto, acumulando 20 victorias y 10 derrotas. En los play-offs, el equipo superó en los octavos de final a Obras por 3-0, pero fue eliminado en cuartos de final por Libertad (S) por el mismo marcador. De esta manera, Boca Juniors concluyó la temporada en la cuarta posición, con un balance general de 33 victorias y 17 derrotas.

### Etapa dorada; 11 títulos en cinco años (2002-2007)

#### 2002-03: Subcampeón de la LNB y del Torneo Top 4. Campeón de la Copa Argentina
En 2002 disputó la Copa Argentina 2002, que se introdujo como competencia de pretemporada. Integró la Serie 2 de la ronda clasificatoria. En cuartos de final superó a La Unión por 2-0, en semifinales a Central Entrerriano por diferencia de puntos (94-96 y 96-71), y en la final a Ben Hur bajo el mismo criterio (78-91 y 78-63). Con estos resultados accedió al cuadrangular final, donde derrotó a Argentino de Junín, Gimnasia (LP) y Atenas, consagrándose como el primer campeón de la Copa Argentina.
En la temporada 2002/03 de la Liga Nacional de Básquet, finalizó primero en la primera fase al ganar los seis partidos de la Zona Litoral. En la segunda fase repitió el primer lugar con 24 victorias y 6 derrotas. En cuartos de final eliminó a Quilmes por 3-1, en semifinales a Gimnasia (CR) por 3-0, y cayó en la final ante Atenas por 4-2, luego de haber ganado los dos primeros partidos y tras perder un invicto de 21 encuentros consecutivos como local. Concluyó la temporada con 33 victorias y 11 derrotas.
Además, disputó el Torneo Top 4 2002 II tras haberse clasificado con puntaje ideal en la Zona Litoral. En la fase final venció a Estudiantes (O) por 94-83, a Gimnasia (CR) por 101-93, y perdió ante Libertad (S) por 117-110.

### 2003-04: Campeón de la LNB y Copa Argentina. Subcampeón de Torneo Top 4
Con la llegada de Sergio Hernández a la dirección técnica, Boca se consagró campeón de la Copa Argentina 2003, obteniendo el título de manera invicta y por segundo año consecutivo. Integró la Llave 2 de la fase clasificatoria, donde en cuartos de final venció a River Plate por 2-0, en semifinales a Obras también 2-0, y en la final a Quimsa con idéntico resultado. En el cuadrangular final superó a Argentino de Junín, Gimnasia (LP) y Atenas.
En la Liga Nacional de Básquet 2003-04, el equipo obtuvo el primer lugar en la primera fase de la Zona Sur y repitió la misma ubicación en la segunda fase, asegurándose la localía en todas las series de play-offs. En cuartos de final derrotó a Belgrano (SN) por 3-0, en semifinales a Obras por 3-1, y en la final se enfrentó a Gimnasia (LP), cayendo en los dos primeros partidos como local. Luego dio vuelta la serie y se consagró campeón por 4-2. Concluyó la temporada con 44 victorias y 13 derrotas en 57 encuentros, con un promedio de 95,8 puntos a favor y 85,0 en contra. El plantel campeón estuvo integrado por Fernando Malara, Matías Sandes, Martín Leiva, Pablo Rodríguez, Diego Guaita, Paolo Quinteros, Byron Wilson, Juan Sartorelli, Lucas Ortiz, Jonathan Slider, Dewayne McCray, Alejandro Burgos, Matías Fioretti, Leonardo Peralta, Santiago González, Sebastián Chaine y Nicolás Mendyk. El entrenador fue Sergio Hernández.
En el Torneo Top 4 2003, Boca fue subcampeón. Integró la Llave 1 (Zona Sur), donde en semifinales venció a Ferro por 2-0 y en la final a Gimnasia (LP) por 2-1. En el cuadrangular final derrotó a Ben Hur (86-84) y a Obras (87-84), y cayó frente a Atenas por 101-92.
También participó en la Liga Sudamericana de Clubes 2004. Integró el Grupo A junto a Universidad Católica (Chile), Cocodrilos de Caracas (Venezuela) y Real Santa Cruz (Bolivia), donde obtuvo dos victorias y una derrota, clasificando a la siguiente fase. En cuartos de final eliminó a Ribeirão Preto (Brasil) por 2-1, mientras que en semifinales cayó frente a Atenas por 2-1.

### 2004-05: Subcampeón de LNB. Campeón de Copa Argentina, campeón de Torneo Top 4 y primer campeonato internacional
En la Copa Argentina 2004 integró la Serie 1 de la ronda clasificatoria. En cuartos de final enfrentó a Sionista, cayendo en el primer partido 78-69 y ganando el segundo 95-63, avanzando por diferencia de puntos. En semifinales eliminó a Ciclista Juninense (2-0) y en la final a Central Entrerriano (2-0). De esta forma clasificó al cuadrangular final, donde venció a Obras (83-81), a Libertad (S) (107-104) y a River Plate (94-87), consagrándose tricampeón de la Copa Argentina.
En la Liga Nacional de Básquet 2004-05, integró la Zona Sur en la primera fase, finalizando en la primera posición con un récord de 10-4, lo que le permitió clasificarse al Torneo Top 4 2004. En la segunda fase obtuvo el segundo lugar con 23 victorias y 7 derrotas. En los cuartos de final de play-offs eliminó a River Plate por 3-0, en semifinales a Libertad (S) por 3-1 y cayó en la final frente a Ben Hur por 4-1. Finalizó la temporada con 40 victorias (71,4 %) y 16 derrotas.
En el Campeonato Sudamericano de Clubes Campeones 2004 integró el Grupo B. Debutó con una derrota ante Guácharos (Venezuela) por 78-76, pero luego venció a Piratas de Medellín (Colombia) por 94-62 y a Uberlândia (Brasil) por 94-83, clasificando a semifinales. Allí superó a Deportivo San José (Paraguay) 82-78 y en la final derrotó a Delfines (Venezuela) 92-87, consagrándose campeón internacional por primera vez.
En el Torneo Top 4 2004, Boca venció en la primera fecha a Libertad (S) por 90-70, en la segunda a River Plate por 79-75 y en la última a Ben Hur por 82-81, coronándose campeón del certamen.
En la Liga Sudamericana de Clubes 2005 integró el Grupo B, donde finalizó primero tras vencer a Marinos (Venezuela) por 81-70 y a ESPE (Ecuador) por 100-92. En cuartos de final eliminó a Gimnasia (LP) por 2-1, pero en semifinales fue derrotado por Uberlândia (Brasil) por 2-1.

### 2005-06: Campeón de Copa Argentina y segundo título de Liga Sudamericana
Comenzó la temporada en la Copa Argentina 2005. Ubicado en la Serie 3 de la ronda clasificatoria, derrotó en cuartos de final a Ferro por 2-0, en semifinales a Central Entrerriano por 2-0 y en la final a Quimsa también por 2-0. En el cuadrangular final venció en la primera fecha a Libertad (S) por 95-91, cayó en la segunda ante Ben Hur por 80-78 y en la tercera superó a River Plate por 82-74, proclamándose campeón por diferencia de puntos sobre Ben Hur, ya que ambos equipos finalizaron con dos victorias y una derrota.
Posteriormente disputó el Campeonato Sudamericano de Clubes Campeones 2005 como defensor del título. Integró el Grupo B de la fase inicial junto con Libertad (S), Salto (Uruguay) y Delfines (Venezuela). Finalizó segundo con dos victorias y una derrota, accediendo a semifinales, donde superó como visitante a Ben Hur por 70-65. En la final venció a Uberlândia (Brasil) por 85-75, consagrándose bicampeón en Rafaela con Carlos Duro como entrenador.
En la Liga Nacional de Básquet 2005-06, Boca integró la Zona Sur, donde finalizó en el primer puesto con 12 victorias y 2 derrotas, lo que le permitió clasificar al Torneo Súper 8 2005. En la segunda fase terminó en la quinta posición con un récord de 17 victorias y 13 derrotas. En la reclasificación de los play-offs eliminó a Quilmes 3-1, pero en cuartos de final cayó ante Gimnasia (CR) 3-1.
En el Torneo Súper 8 2005 venció como local a River Plate por 71-68 en cuartos de final, aunque fue eliminado en semifinales por Argentino (J) 79-75.
Por último, participó en la Liga Sudamericana de Clubes 2006, integrando el Grupo B junto con Ribeirão Preto (Brasil), Libertad (Paraguay) y Regatas Lima (Perú). Finalizó segundo con dos victorias y una derrota, avanzando a cuartos de final, donde fue eliminado por Ben Hur 2-0.

### 2006-07: Campeón de la LNB, Copa Argentina y Sudamericano. Subcampeón de Súper 8 y Copa Desafío
En la Copa Argentina 2006 Boca integró el Grupo 1 junto a Obras, Gimnasia (LP) y Echagüe, ganando los seis partidos que disputó y avanzando a la siguiente instancia. En la Serie 1 de la Segunda fase eliminó a Argentino (J) por 2-0 y clasificó al cuadrangular final, donde derrotó a Regatas (91-80), Libertad (S) y a Peñarol como visitante (83-80). De esta manera se consagró pentacampeón de forma invicta, con un total de once victorias consecutivas.
Ese mismo año participó del Campeonato Sudamericano de Clubes Campeones 2006, donde obtuvo su tercer título en la competencia. Derrotó en forma consecutiva a Deportivo San José (Paraguay) (78-62), UniCEUB (Brasil) (76-74), Gimnasia (CR) (91-78), Universidad Católica (Chile) (94-67) y Guerreros de Lara (Venezuela) (97-85). Con Eduardo Cadillac como entrenador, Boca se proclamó tricampeón del certamen.
Durante la temporada 2006-07, Cadillac fue reemplazado por Gabriel Piccato a mitad de campaña. Bajo la conducción de este último, el equipo conquistó su tercera Liga Nacional. En la Primera fase integró la Zona Sur y clasificó al Torneo Súper 8 2006 con un récord de 7 victorias y 7 derrotas. En la Segunda fase alcanzó el tercer puesto con 19 victorias y 13 caídas. En los play-offs eliminó a Ben Hur (3-2) en cuartos de final y a Libertad (S) (3-2) en semifinales. En la final superó 4-2 a Peñarol, quitándole la localía tras ganarle en Mar del Plata, y se consagró campeón en el Luis Conde. En total jugó 59 partidos, con 35 triunfos y 24 derrotas, promediando 79,3 puntos a favor y 78,0 en contra. El plantel campeón estuvo integrado por Luis Cequeira, Leonardo Gutiérrez, Martín Leiva, Jamal Robinson, Raymundo Legaria, Jonatan Slider, Lázaro Borrell, Federico Aguerre, Gustavo Oroná, Leandro Podestá, Patricio Rodríguez, Rodrigo Sánchez, Leandro Palladino, Lucas Ortiz, Matías Fioretti y Nahuel Rodríguez.
En el Torneo Súper 8 2006 venció a Sionista (63-62) en cuartos de final y a Atenas (102-99) en semifinales, cayendo en la final frente a Peñarol por 75-74.
En 2007 disputó la final de la Copa Desafío 2007, en calidad de campeón de la Copa Argentina 2006, ante Peñarol, que se impuso por 89-78.

### 2007-08
Comenzó la temporada disputando la Copa Argentina 2007 donde en Primera fase le tocó el Grupo 3. Arrancó el torneo con una derrota en La Bombonerita, por primer partido ante San Martín (MJ) por 97-90. Volvió a caer derrotado de local por la segunda fecha ante Obras 70-80. En la tercera fecha venció en condición de visitante a Lanús 70-53. Para la cuarta fecha recibió a Lanús en La Bombonerita, donde lo venció 85-57. Por la quinta fecha superó a San Martín (MJ) 85-71 de visitante. Para la sexta y última fecha le ganó a Obras de visitante, pero no le alcanzó para ser primero y avanzar a la Segunda fase. 
En la Liga Nacional de Básquet 2007-08, integró la Zona sur, por la Primera fase, donde terminó en el primer puesto, con 10 victorias y 4 derrotas. Esto le permitió clasificarse al Torneo Súper 8 2007. Para la Segunda fase terminó en el segundo puesto de la Tabla general, con 18 victorias y 12 derrotas. Cayó eliminado en los Cuartos de final por los Play Offs, ante Obras por 3-1.
Para la etapa final del Torneo Súper 8 2008 le tocó enfrentarse en Cuartos de final a Obras al cuál venció por 88-79. Para las Semifinales cayó ante Regatas por 83-78.
Participó del Campeonato Sudamericano de Clubes Campeones 2007 donde en enfrentó a cinco equipos en un sistema de todos contra todos. Por la primera fecha cayó ante Minas Tėnis Clube (Brasil) por 100-72. Le ganó por la segunda fecha a Peñarol 81-76. En la tercera fecha le ganó a Deportivo San José (Paraguay) por 102-53. Para la cuarta fecha enfrentó a Duros de Lara al cuál derrotó por 102-101. Superó en la quinta y última fecha a UniCEUB (Brasil). cosechó 9 unidades; al igual que Minas Tênis Clube pero este último terminó con mejor diferencia de puntos, por lo que se proclamó campeón de la edición.
Disputó la Liga de las Américas 2007/08 donde en la Ronda preeliminar le tocó el Grupo C. Por la primera ronda cayó ante Defensor Sporting (Uruguay) por 73-94. En la segunda fecha venció al Flamengo 77-76. Cayó ante Minas Tênis Clube (Brasil) 76-65. Finalizó en la tercera ubicación del grupo y se despidió del Torneo.
Formó parte de la Liga Sudamericana de Clubes 2008 donde en primera fase le tocó el Grupo A. Le ganó el primer partido a Brasilia por 93-80. Enfrentó a Regatas Lima (Perú) en el segundo partido y lo venció 101-68. Para la tercera fecha cayó ante Cocodrilos (Venezuela) 91-79. Clasificó segundo a los Play Offs donde en Cuartos de final venció a Libertad (S) por 2-1. En semifinales enfrentó a Flamengo donde cayó por 2-1 y quedó eliminado del certamen.

### 2008-09
Comenzó disputando como modo de pretemporada la Copa Argentina 2008 donde en la Primera fase le tocó el Grupo 8. Por la Fecha 1, recibió a Central Entrerriano al cuál derrotó por 83-79. Para la Fecha 2, visitó a Central Entrerriano donde luego de un empate de 68-68, disputaron un tiempo extra donde Boca ganó 84-76. Para la Fecha 3, venció a Lanús 81-64 en La Bombonerita. Recibió a Gimnasia (LP) por la Fecha 4, venciéndolo 75-48. Por la Fecha 5, visitó a Lanús, cayendo 86-71. En la Fecha 6 le ganó a Gimnasia (LP) 88-55 en condición de visitante. Avanzó de ronda luego de finalizar en la primera ubicación. Por la Segunda fase de la Serie 4, le tocó enfrentarse a Obras donde lo derrotó 2-0. En el Cuadrangular final caería ante Quimsa 80-77. Luego enfrentaría a Peñarol donde nuevamente perdería 88-80. En el último partido enfrentaría a Atenas donde perdería 89-73. Finalizaría en la cuarta posición, producto de 7 victorias y 4 derrotas.
En la Liga Nacional de Básquet 2008-09 le tocó la Zona sur por la Primera fase donde terminó en la séptima posición luego de ganar 5 partidos y perder 9. Para la Segunda fase finalizó en la octava posición con 17 victorias y 13 derrotas, esto lo hizo tener que disputar un partido reclasificatorio por los Play Offs, donde enfrentó a Independiente (N) al que venció 3-2. En Cuartos de final caería ante Peñarol por 3-1. Finalizó la temporada con un récord de 26 victorias (49,0%) y 27 derrotas sobre 53 partidos disputados.

### 2009-10: Problemas presupuestarios
Para la Liga Nacional de Básquet 2009-10, Boca Juniors atraviesa por una serie de dificultades económicas que obligan a la institución a reducir drásticamente el presupuesto destinado anualmente al desarrollo de la actividad basquetbolística en el club.
Como resultado de estos inconvenientes, el club estuvo muy cerca de perder su plaza en la Liga Nacional. Sin embargo, la comisión directiva consigue firmar un acuerdo con la aerolínea Aerochaco que le permite obtener el dinero necesario para mantener la plaza, y para financiar la actividad del equipo profesional. Además de ello, firmó un acuerdo con el presidente del Club Atlético Sarmiento de Resistencia (Chaco), Jorge Capitanich, por el cual el equipo pasaría a trasladar su localía al estadio de básquet de la institución chaqueña, además de cambiar el nombre del equipo de Boca Juniors por Aerochaco Boca.
Comienza la temporada disputando la Copa Argentina 2009 donde en Primera fase forma parte del Grupo 6. Por la primera fecha, visita a Lanús donde le gana 83-76. Recibe a Lanús en la segunda fecha donde lo vence por la mínima 79-78. Vuelve a jugar de local por la tercera fecha ante Ciudad de Bragado por 85-61. Visita a Ciudad de Bragado en la cuarta y última fecha donde le gana 95-83. Ya en Segunda fase le toca el Grupo sur. En la primera fecha le gana a Obras 94-75. Cae contra Peñarol con un ajustado 95-93. Por la última fecha, ya eliminado, pierde ante Gimnasia (CR) 91-83. De esta forma no consigue clasificar al Cuadrangular final, quedando eliminado del Torneo de pretemporada.
En la Liga Nacional de Básquet 2009-10 forma parte de la Zona sur donde termina con un récord de 9-5, esto le permite clasificarse al Torneo Súper 8 2009.
Ya en Segunda fase termina en la quinta ubicación de la Tabla general con 16 victorias y 14 derrotas. Disputa la Reclasificación de los Play Offs donde enfrenta a Obras al cuál vence por 3-0. En Cuartos de final le gana a Libertad (S) 3-1. En Semifinales cae ante Peñarol por 3-0. De esta forma finaliza la temporada con un récord de 31 victorias (57,4%) y 23 derrotas, superando las expectativas previas al inicio del torneo. 
Ya en la etapa final del Torneo Súper 8 2009, se enfrenta en cuartos de final a Libertad (S) al cuál vence por 87-73. En semifinales caería ante Atenas 75-71.

### 2010-11
El inicio de la temporada 2010/11 estuvo signado por una fuerte polémica, ya que según algunas fuentes, la comisión directiva se había planteado vender la plaza que el equipo ostenta en la Liga Nacional de Básquet, debido a los altos costos económicos que conlleva mantener un equipo profesional de primer nivel en una disciplina que históricamente no había gozado de una importancia relevante, como sí sucedió con el fútbol.
Comenzó disputando como modo de pretemporada la Copa Argentina 2010 donde en Primera fase disputó la Llave 4. En los Octavos de final se enfrentaría a GEVP al que vencería por 2-0. Caería en Cuartos de final ante Monte Hermoso Básquet 2-1. De esta manera se despediría prematuramente de la última edición de Copa Argentina.
Boca tuvo un mal comienzo de Liga Nacional de Básquet 2010-11, donde finalizó la Primera ronda en el último puesto de la Zona sur con apenas una victoria y trece derrotas. El equipo no encontró respuestas y deambuló en la zona baja de la tabla, para finalmente acabar en el puesto 17, con 13 partidos ganados y 17 perdidos. Esto obligó al equipo a jugar una eliminatoria al mejor de 5 partidos para evitar el descenso a la segunda categoría de la liga contra el club Argentino de Junín, último clasificado de la fase regular. Finalmente Boca ganó la serie por 3-0 y, de esta manera, mantuvo su lugar en la liga de vanguardia del básquetbol argentino.
Participó de la Liga Sudamericana de Clubes 2010 donde en Primera ronda formó parte del Grupo A. En la primera fecha enfrentó a Biguá (Uruguay) al cuál venció 87-82. Por la segunda fecha venció a Marvot (Ecuador) por 108-87. Cerró la tercera y última fecha enfrentando al local Franca (Brasil) donde cayó 88-75. En la Segunda fecha se tomó revancha ante Franca y lo venció en el Maracanãzinho por 86-80. Cayó ante el local Flamengo (Brasil) por 80-70. De esta forma clasificó a la Tercera fase donde en Semifinales le tocó jugar ante Brasilia (Brasil) cayendo por 82-73. Venció a Quimsa 79-66, adjudicándose el Tercer puesto de la competencia internacional.
En la Etapa final del Torneo Súper 8 2011 por los Cuartos de final, se enfrentó ante Regatas donde cayó derrotado por 85-74, quedando eliminado del certamen.

### 2011-12
Comienza la Liga Nacional de Básquet 2011-12, participando en la Zona sur de la Primera fase finalizando en la quinta ubicación, con un récord de 7-7. En la Segunda fase nunca pudo encontrar el camino, y terminó al borde de la zona roja, finalizando en el duodécimo puesto, con 11 victorias y 19 derrotas. En la Tercera fase, disputó la Reclasificación por Play Offs, donde venció a Quimsa por 3-1. Cayó en Cuartos de final ante Obras 3-1. Terminó el Torneo con un total de 22 victorias (42,3%) y 30 derrotas. 
Disputó la Etapa final del Torneo Súper 8 2011 por invitación de la organización. En los Cuartos de final, se enfrentó ante Regatas donde cayó derrotado por 85-74, quedando eliminado del certamen. 

### 2012-13
En la 2012/13, forma parte de la Zona sur por la Primera ronda, donde termina con un récord de 7-7, esto le permitió clasificar a la Etapa final por la Torneo Súper 8 2012. En Segunda fase finaliza en la cuarta ubicación por la Tabla general, con un total de 20 victorias y 10 derrotas. En la Tercera fase por los Cuartos de final de los Play Offs, vence a Argentino (J) 3-0. Caería derrotado en Semifinales ante Regatas por 3-2. Termina la temporada con un total de 32 victorias (61,5%) y 20 derrotas.
En la Etapa final del Torneo Súper 8 2012 se enfrentó por los Cuartos de final ante Lanús al cuál derrotó con un ajustado 69-67. En Semifinales cayó ante Regatas por 71-67 y se despidió del Torneo.

### 2013-14
Comenzó la temporada disputando la Liga Sudamericana de Clubes 2013 donde en la Ronda preeliminar se ubicó en el Grupo A. En el primer partido le ganó a CKT (Ecuador) por 80-74. Por el segundo partido, enfrentó a CAN Oruro (Bolivia) al que derrotó con un 125-53 y cerró ante el local Brasília (Brasil) cayendo por 69-61. De esta manera, se clasificó a las Semifinales donde integró el Grupo E. Allí cayó en la primera fecha ante Bauru (Brasil) por 73-69. En la segunda fecha le ganó a São José (Brasil) 79-57. De esta manera logró clasificarse a la Final Four donde en Semifinales caería ante Brasília por 81-69. Enfrentaría a Bauru por el Tercer puesto donde caería derrotado por 79-71.
En la Liga Nacional de Básquet 2013-14 disputó la Zona sur por la Primera fase donde terminó en la quinta ubicación con 7 victorias y 7 derrotas. Terminó en la tercera ubicación por la Tabla general de la Segunda fase, donde consiguió 22 victorias y 8 derrotas. En los Cuartos de final por los Play Offs, se enfrentó ante Gimnasia Indalo donde lo derrotó 3-2. Caería en Semifinales ante Peñarol por 3-0. Terminó la temporada en la tercera ubicación de la Tabla general, con 32 victorias (61,5%) y 20 derrotas.

### 2014-15
Disputó la Liga Sudamericana de Clubes 2014, donde integró el Grupo B de la Ronda preeliminar. Clasificó a la siguiente instancia luego de haber finalizado en la segunda ubicación. En la primera fecha derrotó a Tinguiririca (Chile) 68-65. Por la segunda fecha venció a Aduaneros (Venezuela) 70-58. Ya clasificado, el Xeneize caería ante el local CKT (Ecuador) con un resultado de 90-82. Ya en Semifinales, le tocaría el Grupo E, donde en el primer partido del grupo, caería ante Limeira (Brasil) por 82-76. En la segunda fecha, derrotaría a Argentino (J) 78-76. Cerraría la última fecha ante Malvin (Uruguay) al cuál le ganaría por 78-67. De esta forma, culminaría el grupo en la primera ubicación, clasificando al Final Four donde caería en Semifinales ante Mogi das Cruzes (Brasil) por 87-85. Cerraría el Torneo consiguiendo el Tercer puesto al ganarle a Malvin por 76-75.
Por la Liga Nacional de Básquet 2014-15 integró la Conferencia sur por la Primera ronda, donde terminó en el sexto puesto con 8 victorias y 10 derrotas. En la Segunda fase por la Conferencia sur, finalizó en el séptimo puesto, producto de 13 victorias y 21 derrotas. Logró clasificarse a los Octavos de final de conferencia donde cayó ante Gimnasia Indalo por 3-2. Culminó la Temporada en el 14.avo lugar, con un total de 23 victorias (40,3%) y 34 derrotas.

### 2015-16
En la Liga Nacional de Básquet 2015-16, Boca formó parte de la Conferencia sur por la Primera ronda, donde terminó en la sexta posición con 9 victorias y 9 derrotas en 18 partidos. Para la Segunda ronda caería en los últimos puestos, donde finalizaría en la novena posición sobre diez equipos de la Conferencia sur, salvandose por un punto de disputar la serie por la permanencia. Culminó la Temporada en la 17.ava posición sobre 20 equipos con un total de 25 victorias y 31 derrotas.

### 2016-17
En la Liga Nacional de Básquet 2016-17, Boca se reforzó con el ex NBA Carlos Delfino el cual venía de una inactividad de 4 años por una lesión en el pie. Comenzó la Primera fase disputando la Conferencia sur, donde finalizó en la décima posición (último) con 4 victorias y 14 derrotas. En la Segunda fase, volvió a ocupar el último puesto de la Conferencia sur, debiendo disputar una tercera fase por la permanencia. En los Play Offs por la permanencia se enfrentó ante Echagüe, el cual había finalizado último en la Conferencia norte. La serie comenzó en La Bombonerita donde Boca se impuso por 110-84. Volvió a ser local en el segundo encuentro donde repitió la victoria 90-65. Caería en Paraná en el tercer partido por 92-66 y volvería a perder en el cuarto partido por 70-67. Definiría el Xeneize la serie de local al haber conseguido 9 puntos más en la Segunda ronda. El conjunto azul y oro vencería en este último juego por 98-76, logrando salvar la categoría por 3-2. Dio por cerrada la Temporada con 20 victorias (32,7%) y 41 derrotas, terminando en la 19.ava ubicación sobre 20 participantes.

### 2017-18
Comenzó disputando el nuevo Torneo Súper 20 2017 que se empezó a jugar como modo de pretemporada. Formó parte del Grupo C por la Primera fase. Cayó en la primera fecha como local ante Ferro por 83-76. Visitó a San Lorenzo en la segunda fecha donde perdió 97-62. Visitó a Obras donde cayó por 79-64. Recibió por la cuarta fecha a Hispano Americano donde sumó su primera victoria en la competencia por 85-77. En la quinta fecha recibió a Obras donde perdió 70-77. Cayó en la sexta fecha ante Hispano Americano 95-91. En la séptima fecha venció a Ferro de visitante 91-90. Cerró la Primera fase recibiendo a San Lorenzo donde cayó por 78-75. Enfrentó a Obras en los Play Offs por el Repechaje, donde lo venció 2-0. En Cuartos de final cayó ante Gimnasia (CR) 2-0. Concluyó el Torneo con 4 victorias (33,3%) y 8 derrotas. 
En la Liga Nacional de Básquet 2017-18, finalizó en la 15.ava posición, con 15 victorias y 23 derrotas, de esta forma se clasificó a los Play Offs por el Repechaje, donde enfrentó a San Martín (C) cayendo por 3-2. Terminó la temporada en el puesto 14 sobre 20, con 17 victorias (39,5%) y 26 derrotas.

### 2018-19
Empezó el año disputando el Torneo Súper 20 2018 donde por la Primera fase, integró el Grupo C; Grupo CABA. Por la primera fecha, visitó a San Lorenzo donde cayó 94-83. En la segunda fecha, le ganó en La Bombonerita a Obras por 66-56. Para la tercera fecha, recibió a Ferro donde perdió 81-64. Volvió a jugar de local en la cuarta fecha, ante Hispano Americano donde ganó 90-70. En la quinta fecha, recibió a San Lorenzo donde cayó derrotado 85-79. Le ganó a Hispano Americano por la sexta fecha en condición de visitante, por 77-74. Visitó a Ferro en la séptima fecha, donde perdió 68-63. Cerró la octava y última fecha visitando a Obras donde cayó por un apretado 109-108. En Segunda fase, disputó el Repechaje por los Play Offs, donde cayó derrotado ante Hispano Americano por 2-0. Se despidió del Torneo con 3 victorias (30,0%) y 7 derrotas. 

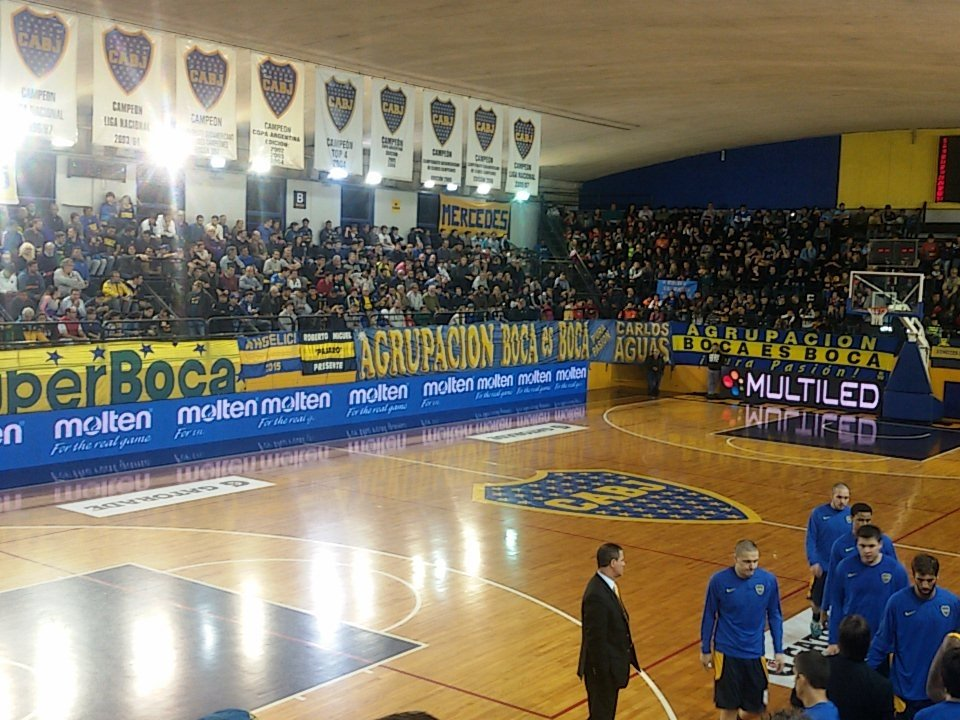
Boca Juniors vs San Lorenzo de Almagro, en el estadio Luis Conde.

En la Liga Nacional de Básquet 2018-19, finalizó en la octava posición de la Tabla general de la Fase regular, con 20 victorias y 18 derrotas. Venció a Estudiantes (C) 3-2 por los Octavos de final. Para los Cuartos de final, se vio las caras ante San Lorenzo donde cayó derrotado por 3-2. Culminó la Temporada en la séptima posición, producto de 25 victorias (52,0%) y 23 derrotas.

### 2019-20
Arrancó la temporada disputando por primera vez el Torneo Interligas 2019 donde integró el Grupo en Brasil. Comenzó con una victoria por la primera fecha ante Basquete Cearense (Brasil) por 91-88. Enfrentó a La Unión donde perdió 84-80 por la segunda fecha. Culminó el Torneo cayendo ante Bauru (Brasil) por 74-62, quedando eliminado sin poder acceder a la instancia final.
En el Torneo Súper 20 2019 formó parte del Grupo D por la Primera fase. Recibió a Peñarol en La Bombonerita donde lo derrotó por 74-69. Cayó ante Weber Bahía en Bahía Blanca 72-68 en la segunda fecha. Visitó a Peñarol por la tercera fecha, cayendo 85-65. Para la cuarta fecha, derrotó en condición de local a Gimnasia (CR) por 99-94. En la quinta fecha venció a Weber Bahía de local por 74-54. Cayó en el estadio de Gimnasia (CR) 83-75 por la sexta fecha. Le ganó a San Lorenzo por la séptima fecha, en el Polideportivo Roberto Pando 79-70. Para el último partido recibiría a San Lorenzo donde obligado estaba a ganar para clasificarse a los Play Offs, pero el partido nunca se jugó. Se le dio por perdido el partido a Boca 20-0 al tener un problema con el reloj de 24 segundos. Con esta derrota, quedó eliminado de la competencia, al quedar en la tercera posición con 4 victorias y 4 derrotas.
En la Liga Nacional de Básquet 2019-20, estaba disputando la Fase regular, pero al cabo de 26 fechas donde el conjunto azul y oro había ganado 13 partidos (50,0%) y perdido la misma cantidad, finalizó de manera prematura la temporada en la quinta ubicación, luego de que se suspendiera el campeonato por la Pandemia de COVID-19.

### 2020-21
Comenzó la Liga Nacional de Básquet 2020-21 disputando la Conferencia sur por la Primera fase. Llevaba apenas 5 partidos diputados con 3 victorias y 2 derrotas, cuando se suspende el torneo por una serie de fallas graves en la burbuja que había puesto la ADC para prevenir el contagio del Coronavirus. Luego de la vuelta a las canchas, con el nuevo entrenador Gonzalo García, se reanudó el Torneo y se cambió de formato, eliminando las zonas y disputando una Primera fase entre todos contra todos. Boca logró una gran actuación, terminando la etapa clasificatoria en el cuarto puesto, con 25 victorias y 13 derrotas. En los Cuartos de final por los Play Offs, venció a Gimnasia (CR) por 2-0. Por las Semifinales, cayó derrotado ante Quimsa 2-0.

### 2021-22
Inició la temporada disputando el Torneo Súper 20 2021, allí por la Primera ronda, conformó el Grupo 2 de la Conferencia sur. Por la primera ventana derrotó a San Lorenzo en condición de visitante por 78-60. Recibió a Peñarol en la segunda fecha, donde lo derrotó 86-77. Venció a Ferro de local, por 97-69 en la tercera fecha. Para la cuarta fecha le ganó a Gimnasia (CR) 78-60. Cerró la quinta fecha venciendo a Platense en La Bombonerita 68-46. Ya en la segunda ventana, le ganó a Argentino (J) 81-79. En la séptima fecha, venció de visitante a Unión (SF) por 68-64. Para la octava fecha, enfrentó a Hispano Americano al cuál derrotó 78-72. Le ganó a Obras 72-54 por la quinta y última fecha. Cerró el Grupo con un total de 9 victorias en 9 partidos disputados. En la Segunda fase, enfrentó a La Unión por los Cuartos de final de los Play Offs, donde cayó derrotado 71-66 y quedó eliminado del Torneo.
Para la Liga Nacional de Básquet 2021-22 el equipo finalizó en la quinta posición de la Tabla general por la Primera fase, clasificándose a la siguiente instancia con un récord de 23 victorias y 15 derrotas. Ya en la Reclasificación por los Play Offs, Boca le ganó a San Lorenzo por 2-0. En Cuartos de final derrotó a Peñarol 3-1. En Semifinales caería contra Quimsa por 3-1. Terminaría la temporada en la cuarta posición de la Tabla final, producto de 29 victorias (60,4%) y 19 derrotas.
Participó de la Liga de Campeones de las Américas 2021-22 donde en la Primera fase integró el Grupo D. Visitó al Flamengo (Brasil) por la primera ventana donde cayó derrotado por 88-66. En la segunda fecha le ganó a Universidad de Concepción (Chile) 71-62. En la segunda ventana, recibió en La Bombonerita a Universidad de Concepción al cuál derrotó 88-66. Derrotó al Flamengo 71-68 por la cuarta fecha. Cayó ante Flamengo 79-72 por la tercera ventana. Venció a Universidad de Concepción 84-72 de visitante. En Segunda fase, se enfrentó a Biguá (Uruguay) por los Cuartos de final de los Play Offs, donde perdió 99-81 y se despidió del Torneo.

### 2022-23: Finalista de la LNB luego de 16 temporadas

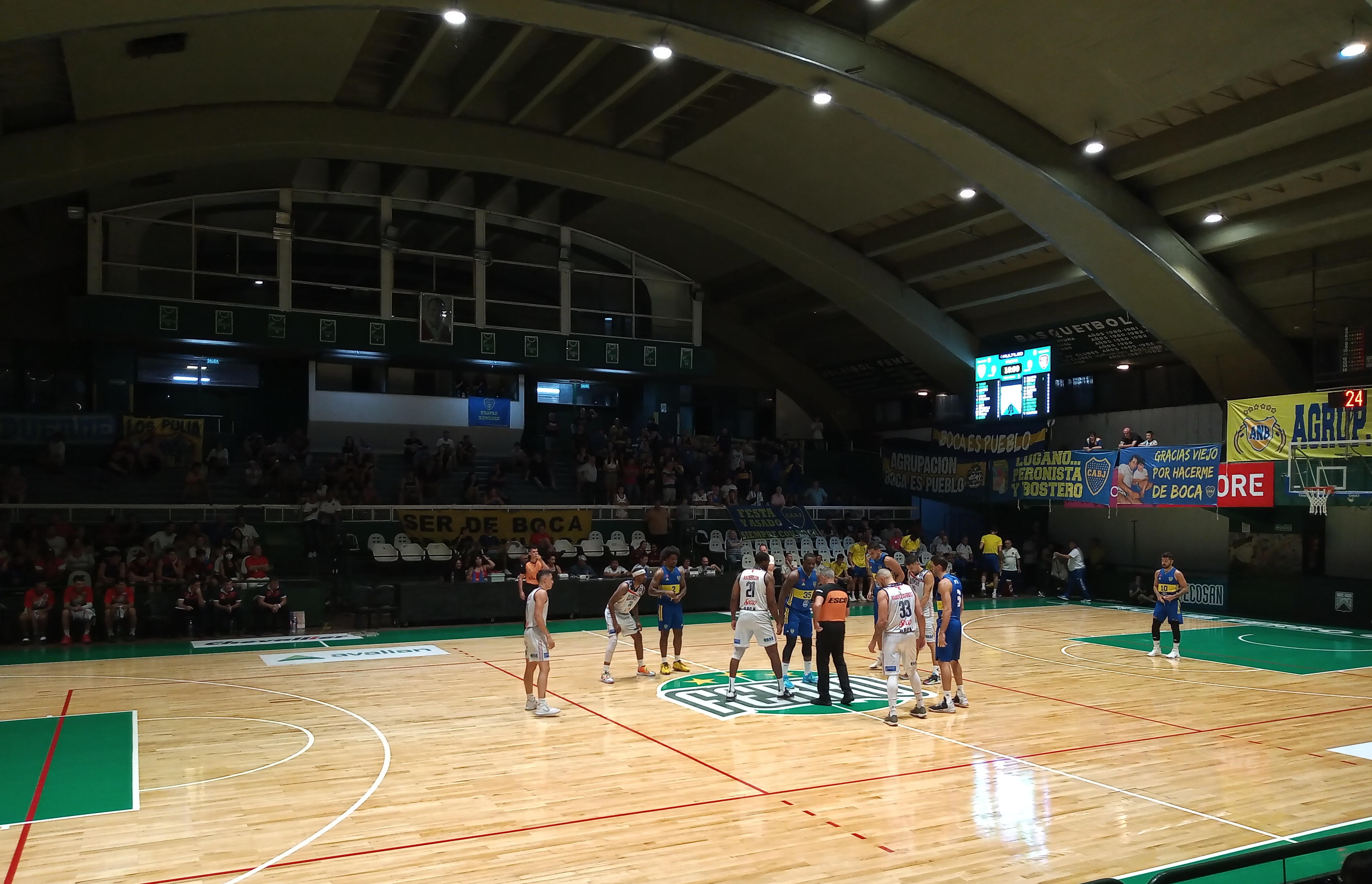
Boca enfrentando a Quimsa por la temporada 2022/23 de la Liga Nacional de Básquet.

En la temporada 2022/23 el entrenador Gonzalo García presentaría la renuncia, tras perder contra Platense luego de un mal arranque (7-8). Se haría cargo del equipo Carlos Duro en su tercer paso como DT del club. Clasificaría quinto a la siguiente etapa, revirtiendo el mal arranque y finalizando con un récord de 25-13. En la etapa reclasificatoria vencería a Peñarol 3-0, también haría lo mismo en cuartos de final ante Oberá. En semifinales se enfrentaría ante Instituto donde caería los dos primeros encuentros. Lograría empatar la serie 2-2ganando respectivamente ambos encuentros en La Bombonerita. El quinto partido sería en el estadio de Instituto, donde luego de ir perdiendo por 13 puntos de diferencia en el entretiempo, ganaría el encuentro por 75-72, llegando a una nueva final de la Liga Nacional de Básquet después de 16 años. En la final caería derrotado ante Quimsa por 4-1.
Participó de la Liga Sudamericana de Baloncesto 2022 donde integró el Grupo C. Logró avanzar a la siguiente instancia luego de ganar los tres partidos que disputó en la Fase de grupos. Venció en la primera fecha a Leones de Quilpué (Chile) por 80-56, en la Segunda fecha le ganó a Aguada (Uruguay) 69-59 y cerró la fase superando a Olimpia (Uruguay) 74-61. En la Final 8 le ganó a Sao Paulo (Brasil) por 79-71. Caería en las Semifinales de ganadores ante Obera TC 72-68, esto lo obligó a jugar un repechaje ante el ganador de la Semifinales de perdedores que fue Bauru (Brasil) donde el Xeneize caería derrotado por 65-61, quedando afuera de la Final 4 y despidiéndose del Torneo.

### 2023-24: Campeón de la Liga Nacional de Básquet luego de 17 años

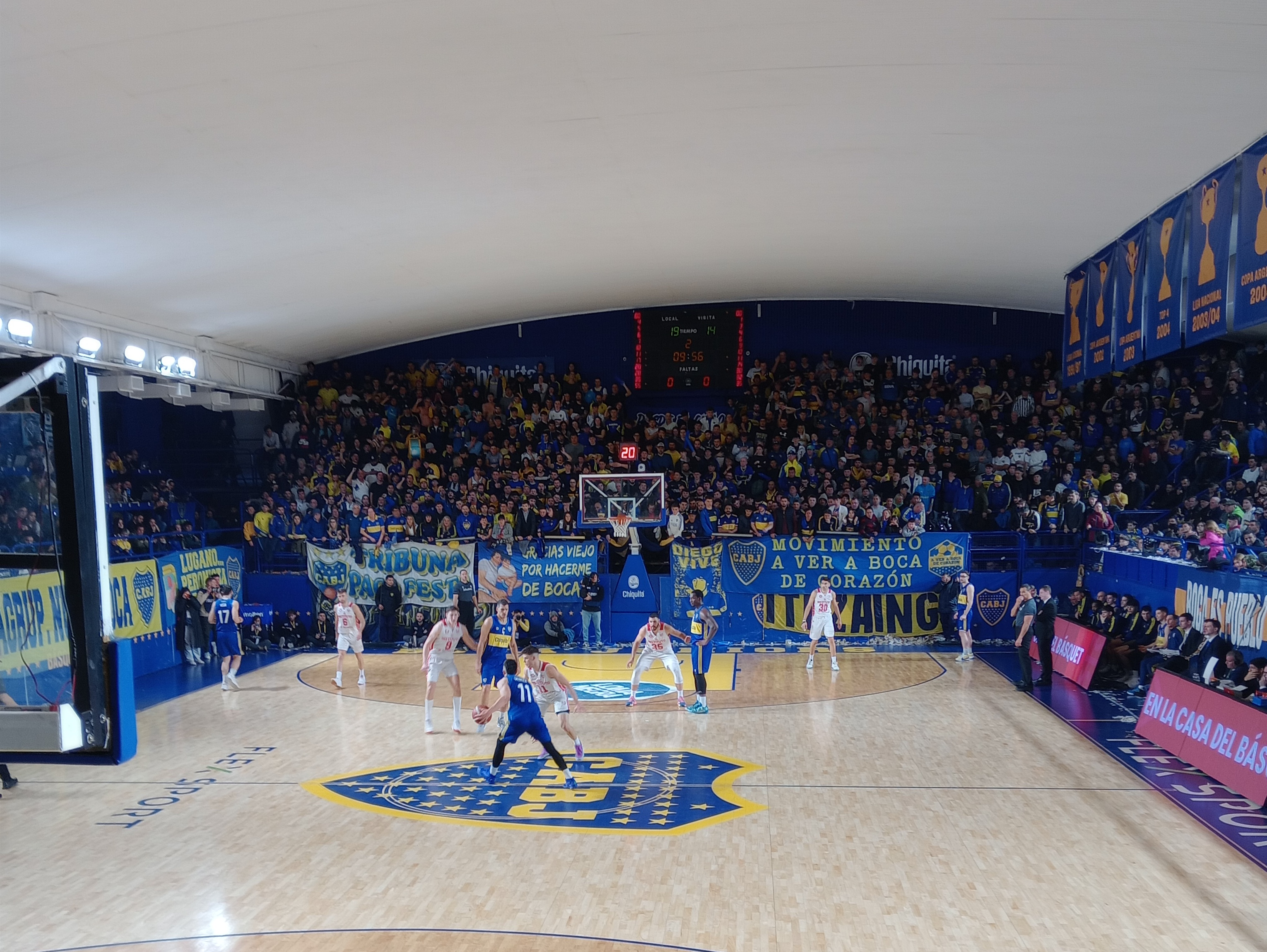
Boca enfrentando como local a Instituto de Córdoba en las finales 2023-24.

Participó de la Liga de Campeones de Baloncesto de las Américas 2023-24 donde formó parte del Grupo C. Disputó seis partidos, dos en cada sede de los tres equipos. Se enfrentó en la primera fecha ante Hebraica Macabi (Uruguay) donde cayó derrotado por 69-62. Logró una importante victoria por la Segunda fecha, en el Maracanãzinho ante Flamengo (Brasil) por 80-62. En la tercera fecha cambio de sede y se enfrentó ante el local Hebraica y Macabi donde luego de ir ganando por 18 puntos, cae derrotado por 82 a 64. Por la fecha cuatro se enfrentaría a Flamengo donde caería por un ajustado 62-65. Definiría la serie de local, obligado a ganar los dos partidos para avanzar a cuartos de final. Se enfrentó a Flamengo por la quinta fecha, perdiendo 87-79. Ya eliminado, en la sexta fecha, venció a Hebraica y Macabi por 89-76.
En la temporada 2023-24 comenzó con cinco victorias consecutivas para afianzarse en la primera ubicación. Luego continuó toda la clasificatoria peleando por el cuarto puesto que permitiría clasificar a los Cuartos de final de los Play Offs, evitando la etapa reclasificatoria. En el camino, renunció el entrenador Carlos Duro, luego de unas series de derrotas ante los últimos ubicados en la tabla, cayendo del cuarto puesto al noveno con un récord de 19-12. Siguió al mando del equipo el ayudante de Duro, Gonzalo Pérez (DT debutante), donde consiguió terminar en el cuarto puesto en el último partido, con un récord total de 24-14. En Cuartos de final venció a San Lorenzo por 3-1. Para la semifinales se enfrentó al campeón defensor y primer ubicado en la tabla general Quimsa al cuál derrotó 3-2. En la final se vio las caras contra Instituto donde luego de ir 0-2 abajo, revirtió el resultado y se consagró por 4-2 en La Bombonerita y con su gente, consiguiendo su cuarto título de Liga Nacional luego de 17 años. 
Eliminó a los últimos tres campeones de la Liga en cuartos, semis y final. Finalizó la temporada en la segunda ubicación de la tabla final, producto de 33 victorias (64.1%) y 19 derrotas. Los campeones: José Vildoza, Leonel Schattmann, Leonardo Mainoldi, Marcos Mata, Wayne Langston, Sebastián Vega, José Defelippo, Raven Barber, Juan Martin Guerrero, Manuel Rodríguez, Nicolas Stenta y Tiziano Prome.

### 2024 - 25: Campeón de la Supercopa de La Liga 2024, Copa Súper 20 2025 y Liga Nacional de Básquet 2024-25; subcampeón de la Liga de Campeones de las Américas
Al ser campeón de la Liga Nacional de Básquet 2023-24, disputó la Final de la Supercopa de La Liga 2024, ante Quimsa al cuál derrotó por 90-75, consagrándose campeón por primera vez del certamen.
Se clasificó como primero a la Copa Súper 20 2025 luego de culminar la primera vuelta de la Liga Nacional de Básquet 2024-25 con un record de 15-4. En la semifinal se enfrentó a Obras al cual derrotó por 91-82, luego de un tiempo extra tras empatar 72-72.Disputó la final ante Instituto, venciéndolo por 71-65 y proclamándose campeón por primera vez de la Copa Súper 20.
Participó de la Liga de Campeones de las Américas 2024-25 dónde formó parte del Grupo B con Flamengo (Brasil) y Toros de Chiriquí (Panamá).Se clasificó a la siguiente instancia como segundo con un record de 4 victorias y 2 derrotas.En cuartos de final se enfrentó ante Real Esteli (Nicaragua) a quien superó 2-1.En semifinal venció a Instituto (Argentina) por 80-73, clasificándose por primera vez a la final de este certamen.En la final caería derrotado ante Flamengo (Brasil) por 83-57 en el Maracanãzinho.
Para afrontar la defensa del campeonato en la temporada 2024-25 se fueron jugadores claves del título de la temporada anterior como Marcos Mata, Leonel Schattmann, Leonardo Mainoldi, José Defelippo, Wayne Langston y Raven Barber, los cuales fueron reemplazados por Martín Cuello, Marcos Delía, Andrés Ibargüen, Facundo Piñero, Alphonso Anderson y Thomas Cooper.Luego de disputar 11 encuentros el cuerpo técnico decide hacer un cambio táctico y corta el contrato de Alphonso Anderson para traer a Franco Giorgetti en busca de una mejora defensiva y alternativa en rotación.El equipo mostró un rendimiento competitivo a lo largo de la etapa regular, caracterizado por una fuerte defensa perimetral, transición ofensiva eficaz y un juego colectivo enfocado en la rotación de balón y el tiro de tres puntos.El récord final fue de 29 victorias y 9 derrotas, lo que le permitió clasificarse a los playoffs en la primera posición de la tabla general.En instancia de eliminación directa, accedió a los Cuartos de final donde se enfrentó a Ferro Carril Oeste, serie que resultó pareja, intensa y con varios cambios de dominio. Fue una eliminatoria disputada en el plano táctico, donde el peso de la localía, los cierres ajustados y algunas actuaciones individuales resultaron determinantes.
Boca comenzó ganando el primer encuentro como local,pero Ferro reaccionó y logró imponerse en el segundo partido, también disputado en La Bombonerita, con un ajustado triunfo.Luego, ya en Caballito, se quedó con el tercer juego gracias a un agónico triple de cancha a cancha, quedando a un paso de la clasificación.Sin embargo, Boca respondió con una victoria como visitante en el cuarto partido,forzando el quinto juego, donde selló la serie con una nueva victoria en condición de local.
En semifinales se enfrentó a Quimsa en una serie al mejor de cinco partidos que finalizó con la victoria de Boca por 3 a 0, lo que le permitió clasificar a la final del campeonato por tercera temporada consecutiva.
Boca Juniors dominó la serie de principio a fin, imponiendo una defensa intensa y un juego ofensivo ordenado. El equipo dirigido por Gonzalo Pérez se mostró sólido en ambos costados de la cancha, anulando a los principales referentes ofensivos de Quimsa y capitalizando sus propias oportunidades con eficacia.
La figura destacada de la serie fue el base José Vildoza, quien lideró al conjunto xeneize con actuaciones determinantes en los tres partidos, incluyendo una producción de 31 puntos en el segundo juego.

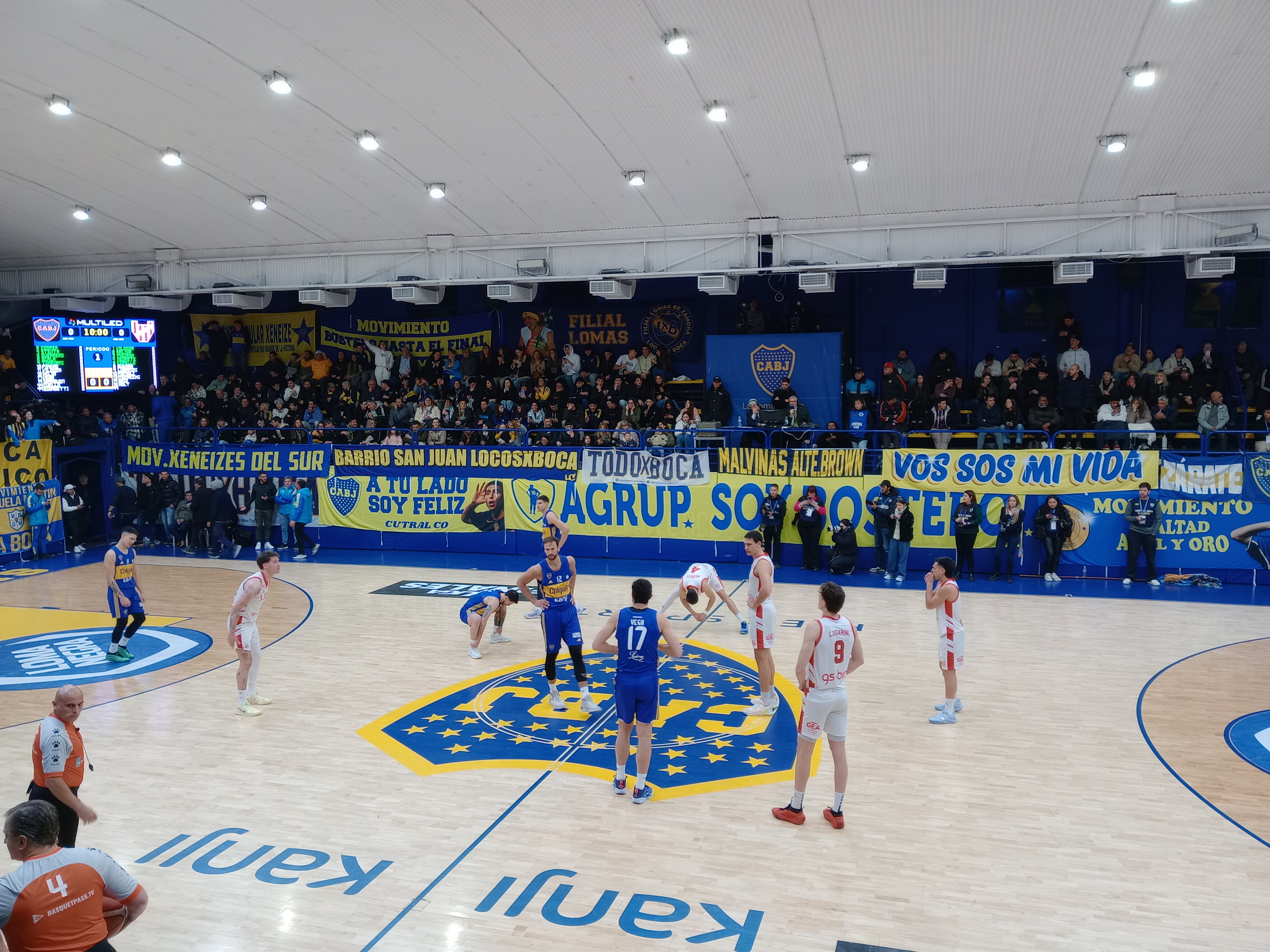
Boca Juniors vs Instituto en el primer partido de las finales.

En la final se enfrentó a Instituto, en una serie al mejor de siete partidos. La serie concluyó con la consagración de Boca Juniors, que se impuso por 4 a 3, logrando así el quinto título de su historia en la competencia y el bicampeonato, tras haberse coronado también en la temporada anterior.
Instituto comenzó la serie con una victoria como visitante en La Bombonerita, imponiéndose por 82-69 en el primer juego.Boca reaccionó en el segundo encuentro y empató la serie tras vencer por 75-70 en tiempo suplementario.
En el tercer partido, disputado en Córdoba, Boca volvió a ganar, esta vez por un ajustado 92-90, y tomó la delantera en la serie.Mientras que el cuarto encuentro fue favorable a Instituto, que igualó la serie con un triunfo por 72-68.
En el quinto juego, nuevamente en Buenos Aires, Boca se impuso por la mínima (85-84) y quedó a un triunfo del campeonato.Sin embargo, Instituto ganó el sexto partido en Córdoba por 76-72 y forzó el séptimo y definitivo encuentro.
El séptimo juego se disputó en La Bombonerita y fue sumamente parejo. Boca logró una ventaja de hasta 12 puntos, pero Instituto remontó en el último cuarto. A nueve segundos del final, Santiago Scala convirtió un triple decisivo que le dio a Boca la victoria por 78-77 y el título de campeón.
El base José Vildoza fue una de las figuras más destacadas en la consagración de Boca Juniors en la Liga Nacional de Básquet 2024-25. Durante la serie final, fue elegido como el MVP de las finales, galardón que obtuvo por segundo año consecutivo.Además fue distinguido como el MVP de la temporada, Mejor jugador nacional y Miembro del quinteto ideal de la temporada.En los siete partidos de la serie final promedió 14,6 puntos, 5,1 rebotes, 3,6 asistencias, 1,1 robos y 14,1 de valoración, mientras que en la fase regular sus promedios fueron: 13,8 puntos, 4,7 rebotes y 3,7 asistencias con 35 % de acierto en triples y 53 % en dobles.
El plantel campeón estuvo integrado por José Vildoza, Santiago Scala, Sebastián Vega, Martín Cuello, Marcos Delía, Andrés Ibargüen, Franco Giorgetti, Facundo Piñero, Thomas Cooper, Juan Martín Guerrero,	Alphonso Anderson, Nicolás Stenta, Fidel Rotta, Tiziano Prome, Martín Torriani y Tiago Drocezesky, bajo la dirección técnica de Gonzalo Pérez.

## Indumentaria
Entre las temporadas 2001-02 y 2019, durante el vínculo con Nike como proveedor de indumentaria, no se comercializaron camisetas de básquet al público. Según distintos reportes, la indumentaria estuvo disponible al inicio del contrato, incluso en un «store móvil» en La Bombonera, pero posteriormente dejó de ofrecerse sin explicaciones oficiales. Tampoco hubo gestiones claras por parte del club para revertir esta situación, como reconoció el gerente de marketing en 2015. En un contexto de crisis económica y de menor prioridad de la marca hacia el básquet, las camisetas pasaron a un segundo plano. En 2019, tras no igualar la oferta presentada por Adidas, finalizó el vínculo con Nike y desde 2020, la indumentaria volvió a ser comercializada bajo el nuevo acuerdo con la empresa alemana.

### Uniforme titular
| (1987) | (1988) | (1989-93) | (1993-94) | (1994-96) | (1996-98) | (1998-02) | (2002-07) |

| (2007-11) | (2011-15) | (2015-17) | (2017-18) | (2018-19) | (2020-21) | (2021-23) | (2023-24) |

| (2024-25) | (2025) |

| (1987) | (1988) | (1989-93) | (1993-94) | (1994-96) | (1996-98) | (1998-02) | (2002-07) |

| (2007-11) | (2011-15) | (2015-17) | (2017-18) | (2018-19) | (2020-21) | (2021-23) | (2023-24) |

| (2024-25) | (2025) |

| (1987) | (1988) | (1989-93) | (1993-94) | (1994-96) | (1996-98) | (1998-02) | (2002-07) |

| (2007-11) | (2011-15) | (2015-17) | (2017-18) | (2018-19) | (2020-21) | (2021-23) | (2023-24) |

| (2024-25) | (2025) |

| (1987) | (1988) | (1989-93) | (1993-94) | (1994-96) | (1996-98) | (1998-02) | (2002-07) |

| (2007-11) | (2011-15) | (2015-17) | (2017-18) | (2018-19) | (2020-21) | (2021-23) | (2023-24) |

| (2024-25) | (2025) |

### Uniforme alternativo
| (1993-94) | (1994-96) | (1996-98) | (1998-02) | (2002-05) | (2005-07) | (2007-11) | (2011-14) |

| (2014-15) | (2015-17) | (2017) | (2017-18) | (2018-19) | (2019) | (2020-21) | (2021-23) |

| (2023-24) | (2024-25) | (2025) |

| (1993-94) | (1994-96) | (1996-98) | (1998-02) | (2002-05) | (2005-07) | (2007-11) | (2011-14) |

| (2014-15) | (2015-17) | (2017) | (2017-18) | (2018-19) | (2019) | (2020-21) | (2021-23) |

| (2023-24) | (2024-25) | (2025) |

| (1993-94) | (1994-96) | (1996-98) | (1998-02) | (2002-05) | (2005-07) | (2007-11) | (2011-14) |

| (2014-15) | (2015-17) | (2017) | (2017-18) | (2018-19) | (2019) | (2020-21) | (2021-23) |

| (2023-24) | (2024-25) | (2025) |

| (1993-94) | (1994-96) | (1996-98) | (1998-02) | (2002-05) | (2005-07) | (2007-11) | (2011-14) |

| (2014-15) | (2015-17) | (2017) | (2017-18) | (2018-19) | (2019) | (2020-21) | (2021-23) |

| (2023-24) | (2024-25) | (2025) |

### Uniforme actual
| Uniforme                                                                 | Uniforme                                                                 |
| Titular                                                                  | Alternativo                                                              |
| ------------------------------------------------------------------------ | ------------------------------------------------------------------------ |
| Uniforme de baloncesto · Uniforme de baloncesto · Uniforme de baloncesto | Uniforme de baloncesto · Uniforme de baloncesto · Uniforme de baloncesto |

### Proveedores y patrocinadores
| Período   | Proveedor | Patrocinador 1   | Patrocinador 2   | Patrocinador 3 | Patrocinador 4 |
| --------- | --------- | ---------------- | ---------------- | -------------- | -------------- |
| 1987–1993 | Adidas    | Ninguno          | Ninguno          | Ninguno        | Ninguno        |
| 1993      | Avia      | Ninguno          | Ninguno          | Ninguno        | Ninguno        |
| 1994–1996 | Avia      | Medicorp         | Ninguno          | Ninguno        | Ninguno        |
| 1996–1997 | Nike      | Banco Almafuerte | LoJack           | Ninguno        | Ninguno        |
| 1997–1999 | Nike      | Quilmes          | Correo Argentino | Ninguno        | Ninguno        |
| 1999–2001 | Nike      | Quilmes          | Ninguno          | Ninguno        | Ninguno        |
| 2001–2002 | Nike      | Pago Fácil       | Ninguno          | Ninguno        | Ninguno        |
| 2002–2004 | Nike      | Pepsi            | Goodyear         | Ninguno        | Ninguno        |
| 2004–2006 | Nike      | Red Megatone     | Ninguno          | Ninguno        | Ninguno        |
| 2006–2009 | Nike      | Megatone         | Ninguno          | Ninguno        | Ninguno        |
| 2009–2014 | Nike      | Ninguno          | Ninguno          | Ninguno        | Ninguno        |
| 2015      | Nike      | Flecha Bus       | Ninguno          | Ninguno        | Ninguno        |
| 2016–2019 | Nike      | Flecha Bus       | Rus              | Ninguno        | Ninguno        |
| 2020      | Adidas    | Rus              | Ninguno          | Ninguno        | Ninguno        |
| 2021–2024 | Adidas    | Chiquita         | Ninguno          | Ninguno        | Ninguno        |
| 2024–2025 | Adidas    | Chiquita         | Kanji            | Leiva Joyas    | Ninguno        |
| 2025–act  | Adidas    | Chiquita         | Kanji            | Leiva Joyas    | Loma Negra     |

## Instalaciones

### Primeros estadios
El club ha utilizado diversos escenarios para disputar sus encuentros como local. En los primeros años de la Liga Nacional de Básquet, al no contar con un estadio propio, jugó principalmente en la cancha de Ferro, el «Estadio Héctor Etchart». También ofició de local en el «Polideportivo Benito Quinquela Martín», hasta llegar a su estadio actual, construido para albergar la creciente concurrencia de aficionados.

### Estadio actual

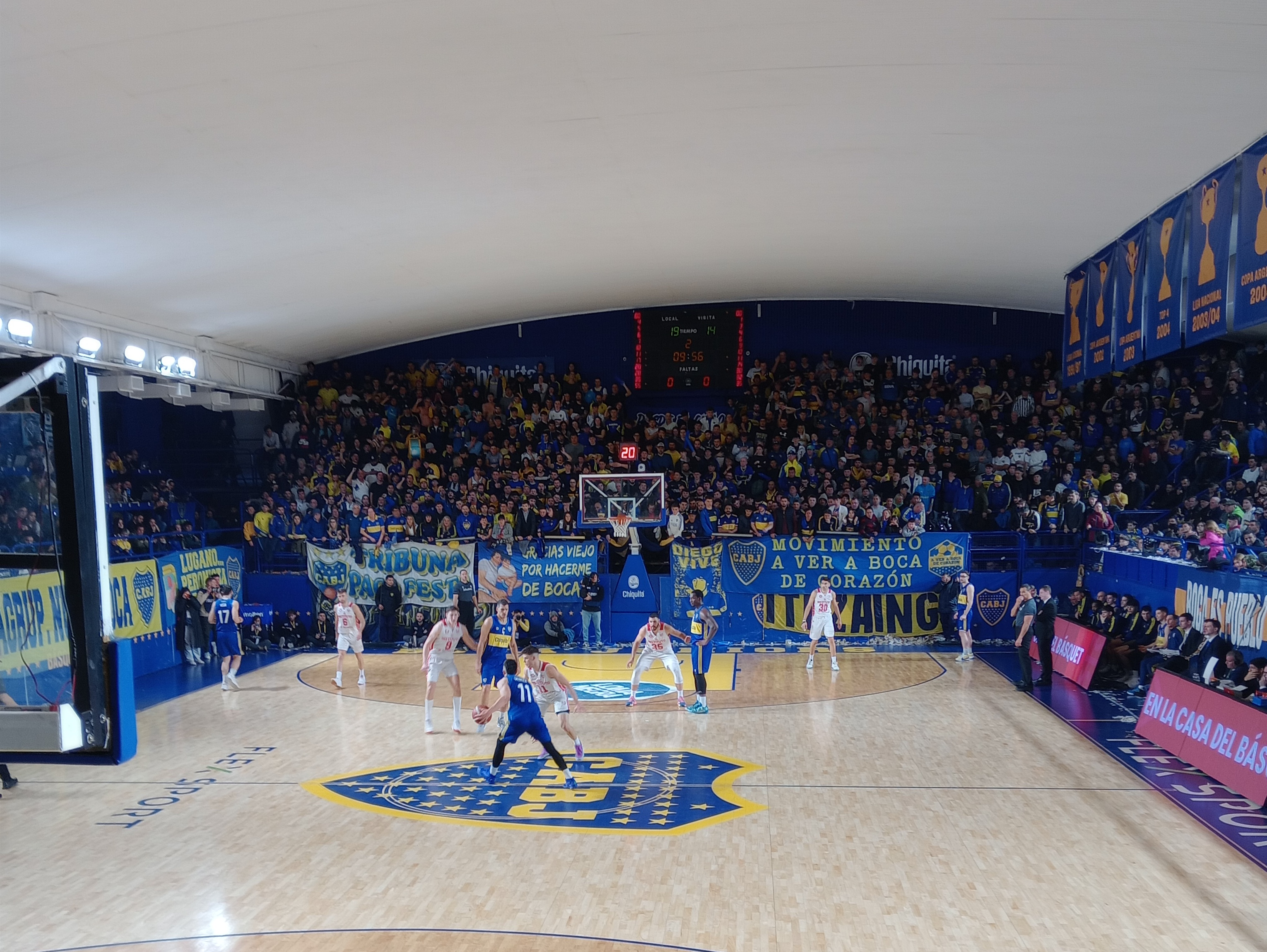
Boca Juniors e Instituto durante el tercer juego de las finales de la Liga Nacional 2023-24.

Ubicado en Arzobispo Espinosa 600, en el barrio de La Boca, el Estadio Luis Conde, conocido como «La Bombonerita», fue inaugurado el 29 de junio de 1996 durante la presidencia de Mauricio Macri. Tiene una capacidad para 2400 espectadores. Ese día se disputó un partido amistoso entre Boca Juniors y Obras Sanitarias, con victoria del local por 85-74.
En junio de 2022 se anunció una plan de reformas que, si bien estaba previsto finalizar en octubre de ese año, se completó en enero de 2023. Según el responsable del área de básquet del club, las remodelaciones se inspiraron en el Polideportivo Roberto Pando e incluyeron el recambio del campo de juego con certificación FIBA, la instalación de un sistema de iluminación con proyectores LED de 5700K, la renovación de vestuarios, oficinas, accesos y exteriores, además de un sistema de aire acondicionado central.
El estadio fue reinaugurado el 16 de enero de 2023 con el partido entre Boca Juniors y Club Ciclista Olímpico por la Liga Nacional de Básquet 2022-23, que finalizó con victoria local por 84-76.

### Canchas históricas
- Estadio Héctor Etchart (1987-96) ubicado en Caballito, perteneciente a Ferro Carril Oeste, fue utilizado como local en los primeros años de la Liga Nacional debido a que el club no contaba con un estadio propio.
- Polideportivo Benito Quinquela Martín  (1987-96) recinto cubierto perteneciente al club, utilizado de manera alternada durante la misma etapa, aunque con capacidad y comodidades limitadas.
- Estadio Luis Conde (1996-act.) conocido como «La Bombonerita», es el actual estadio del club y fue inaugurado en 1996.

## Rivalidades
Boca Juniors no mantiene una rivalidad fija con un equipo en particular. Sin embargo, ha enfrentado de manera recurrente a otros clubes históricos de la Liga Nacional de Básquet considerados entre los grandes, como Atenas de Córdoba, Peñarol de Mar del Plata y Ferro Carril Oeste, con los que ha disputado numerosos partidos en instancias decisivas del campeonato. 

### Clásico con River Plate
El Club Atlético River Plate ha sido considerado el principal rival de Boca Juniors en básquetbol cuando ambos coincidieron en la máxima categoría. Esta rivalidad refleja, en buena medida, la histórica competencia entre ambos clubes en el fútbol, que se extiende a otras disciplinas deportivas. No obstante, dado que River Plate suele desarrollar su básquet principalmente en categorías del ascenso, los enfrentamientos han sido escasos en los últimos años.

### Clásico con San Lorenzo de Almagro
Desde su regreso a la Liga Nacional de Básquet en 2015, el principal rival de Boca Juniors ha sido San Lorenzo de Almagro, con el que ya había compartido enfrentamientos en la era amateur. Ambos clubes, que forman parte de los denominados cinco grandes del fútbol argentino, compiten en la máxima categoría del básquet y se encuentran entre los equipos con mayor cantidad de títulos. A lo largo de la historia, se han enfrentado en numerosos partidos decisivos.

### Historial de enfrentamientos
|  | Supera al rival en el historial general          |
|  | Es superado por el rival en el historial general |

| Rival       | PJ  | PG  | PP  | Dif | R      |
| ----------- | --- | --- | --- | --- | ------ |
| Atenas      | 94  | 37  | 57  | -20 | [ 91 ] |
| Ferro       | 80  | 51  | 29  | 22  | [ 92 ] |
| Peñarol     | 135 | 73  | 62  | 11  | [ 93 ] |
| River Plate | 23  | 18  | 5   | 13  |        |
| San Lorenzo | 41  | 19  | 22  | -3  | [ 94 ] |
| Total       | 373 | 198 | 175 | 23  |        |

Notas
- Faltan partidos de la temporada 1989 y partidos en fase clasificatoria de 1991/92 ante River Plate.

## Trayectoria
- La siguiente tabla incluye únicamente las estadísticas del Club Atlético Boca Juniors a partir del año 1987, cuando el club inició su participación en la etapa profesional del básquetbol argentino.

| Temporada | División | Pos.      | V    | D   | %     | Copas nacionales | Copas nacionales | Copas nacionales | Copas internacionales | Copas internacionales | Copas internacionales |
| --------- | -------- | --------- | ---- | --- | ----- | ---------------- | ---------------- | ---------------- | --------------------- | --------------------- | --------------------- |
| 1987      | 2.º      | 23.º      | –    | –   | –     | -                | -                | -                | -                     | -                     | -                     |
| 1988      | 2.º      | 1.º       | –    | –   | –     | -                | -                | -                | -                     | -                     | -                     |
| 1989      | 1.º      | 14.º      | 12   | 19  | 0.387 | -                | -                | -                | -                     | -                     | -                     |
| 1990      | 2.º      | 2.º       | –    | –   | –     | -                | -                | -                | -                     | -                     | -                     |
| 1990/91   | 1.º      | 10.º      | 16   | 25  | 0.390 | -                | -                | -                | -                     | -                     | -                     |
| 1991/92   | 1.º      | 13.º      | 17   | 29  | 0.369 | -                | -                | -                | -                     | -                     | -                     |
| 1992/93   | 1.º      | 13.º      | 23   | 29  | 0.442 | -                | -                | -                | -                     | -                     | -                     |
| 1993/94   | 1.º      | 12.º      | 18   | 30  | 0.375 | -                | -                | -                | -                     | -                     | -                     |
| 1994/95   | 1.º      | 4.º       | 30   | 21  | 0.588 | -                | -                | -                | -                     | -                     | -                     |
| 1995/96   | 1.º      | 8.º       | 28   | 24  | 0.538 | -                | -                | -                | -                     | -                     | -                     |
| 1996/97   | 1.º      | 1.º       | 42   | 16  | 0.724 | -                | -                | -                | -                     | -                     | -                     |
| 1997/98   | 1.º      | 2.º       | 39   | 16  | 0.709 | -                | -                | -                | 3.º                   | 3.º                   | 3.º                   |
| 1998/99   | 1.º      | 5.º       | 32   | 17  | 0.653 | 5.º              | 5.º              | 5.º              | 2.º                   | 2.º                   | 2.º                   |
| 1999/00   | 1.º      | 5.º       | 32   | 17  | 0.653 | 5.º              | 5.º              | 5.º              | 8.º                   | 8.º                   | 8.º                   |
| 2000/01   | 1.º      | 3.º       | 32   | 20  | 0.615 | 3.º              | 3.º              | 3.º              | -                     | -                     | -                     |
| 2001/02   | 1.º      | 4.º       | 33   | 17  | 0.660 | -                | -                | -                | -                     | -                     | -                     |
| 2002/03   | 1.º      | 2.º       | 38   | 11  | 0.775 | 1.º              | 2.º              | 2.º              | -                     | -                     | -                     |
| 2003/04   | 1.º      | 1.º       | 44   | 13  | 0.771 | 1.º              | 2.º              | 2.º              | 3.º                   | 3.º                   | 3.º                   |
| 2004/05   | 1.º      | 2.º       | 40   | 16  | 0.714 | 1.º              | 1.º              | 1.º              | 1.º                   | 1.º                   | 3.º                   |
| 2005/06   | 1.º      | 5.º       | 31   | 21  | 0.596 | 1.º              | 3.º              | 3.º              | 1.º                   | 1.º                   | 8.º                   |
| 2006/07   | 1.º      | 1.º       | 36   | 24  | 0.600 | 1.º              | 2.º              | 2.º              | 1.º                   | 1.º                   | 1.º                   |
| 2007/08   | 1.º      | 5.º       | 29   | 19  | 0.604 | 11.º             | 3.º              | 3.º              | 2.º                   | 3.º                   | 13.º                  |
| 2008/09   | 1.º      | 7.º       | 26   | 27  | 0.490 | 4.º              | 4.º              | 4.º              | -                     | -                     | -                     |
| 2009/10   | 1.º      | 3.º       | 31   | 23  | 0.574 | 5.º              | 3.º              | 3.º              | -                     | -                     | -                     |
| 2010/11   | 1.º      | 13.º      | 17   | 30  | 0.361 | 10.º             | 10.º             | 10.º             | 3.º                   | 3.º                   | 3.º                   |
| 2011/12   | 1.º      | 8.º       | 22   | 30  | 0.423 | 7.º              | 7.º              | 7.º              | -                     | -                     | -                     |
| 2012/13   | 1.º      | 4.º       | 32   | 20  | 0.615 | 3.º              | 3.º              | 3.º              | -                     | -                     | -                     |
| 2013/14   | 1.º      | 3.º       | 32   | 20  | 0.615 | -                | -                | -                | 4.º                   | 4.º                   | 4.º                   |
| 2014/15   | 1.º      | 14.º      | 23   | 34  | 0.403 | -                | -                | -                | 3.º                   | 3.º                   | 3.º                   |
| 2015/16   | 1.º      | 17.º      | 25   | 31  | 0.446 | -                | -                | -                | -                     | -                     | -                     |
| 2016/17   | 1.º      | 19.º      | 20   | 41  | 0.327 | -                | -                | -                | -                     | -                     | -                     |
| 2017/18   | 1.º      | 14.º      | 17   | 26  | 0.395 | 13.º             | 13.º             | 13.º             | -                     | -                     | -                     |
| 2018/19   | 1.º      | 7.º       | 25   | 23  | 0.520 | 17.º             | 17.º             | 17.º             | -                     | -                     | -                     |
| 2019/20   | 1.º      | 9.º       | 13   | 13  | 0.500 | 9.º              | 9.º              | 9.º              | 7.º                   | 7.º                   | 7.º                   |
| 2020/21   | 1.º      | 3.º       | 27   | 15  | 0.642 | -                | -                | -                | -                     | -                     | -                     |
| 2021/22   | 1.º      | 4.º       | 29   | 19  | 0.604 | 7.º              | 7.º              | 7.º              | 6.º                   | 6.º                   | 6.º                   |
| 2022/23   | 1.º      | 2.º       | 35   | 19  | 0.648 | -                | -                | -                | 6.º                   | 6.º                   | 6.º                   |
| 2023/24   | 1.º      | 1.º       | 34   | 19  | 0.641 | -                | -                | -                | 10.º                  | 10.º                  | 10.º                  |
| 2024/25   | 1.º      | 1.º       | 39   | 14  | 0.735 | 1.º              | 1.º              | 1.º              | 2.º                   | 2.º                   | 2.º                   |
| Totales   |          | 5 títulos | 1019 | 789 | 0.564 | 8 títulos        | 8 títulos        | 8 títulos        | 3 títulos             | 3 títulos             | 3 títulos             |

     Campeón.
     Subcampeón.
     Ascenso.
     Descenso.

### Cronología
A continuación se detalla la cronología del Club Atlético Boca Juniors desde 1987, cuando inició su participación en la era profesional del básquet argentino.

#### Resumen competiciones totales
| Competición                       | Ediciones | PJ   | PG   | PP  | %     | Mejor resultado  |
| --------------------------------- | --------- | ---- | ---- | --- | ----- | ---------------- |
| Liga Nacional de Básquet          | 1989-act. | 1808 | 1019 | 789 | 0.564 | Campeón          |
| Supercopa de La Liga              | 2024-act. | 1    | 1    | 0   | 1.000 | Campeón          |
| Copa Súper 20                     | 2025-act. | 2    | 2    | 0   | 1.000 | Campeón          |
| Liga Sudamericana                 | 1999-act. | 16   | 10   | 6   | 0.625 | Subcampeón       |
| Liga de Campeones de las Américas | 2021-act. | 24   | 13   | 11  | 0.541 | Subcampeón       |
| Torneo Interligas                 | 2019-act. | 3    | 1    | 2   | 0.333 | Fase de grupos   |
| Campeonato Sudamericano           | 2004-2007 | 22   | 20   | 2   | 0.909 | Campeón          |
| Liga de las Américas              | 2007-2008 | 3    | 1    | 2   | 0.333 | Fase de grupos   |
| Torneo Copa de Campeones          | 1998-2000 | 7    | 4    | 3   | 0.571 | Semifinal        |
| Copa Argentina                    | 2002-2010 | 77   | 63   | 14  | 0.818 | Campeón          |
| Torneo Top 4                      | 2002-2004 | 9    | 7    | 2   | 0.777 | Campeón          |
| Torneo Súper 8                    | 2005-2012 | 12   | 6    | 6   | 0.500 | Subcampeón       |
| Copa Desafío                      | 2007      | 1    | 0    | 1   | 0.000 | Subcampeón       |
| Torneo Súper 20                   | 2017-2021 | 40   | 20   | 20  | 0.500 | Cuartos de final |
| Liga Nacional B                   | 1987-1990 | –    | –    | –   | –     | Campeón          |
| Total histórico                   | 1987-act  | 2024 | 1167 | 858 | 0.577 | 17 títulos       |

En negrita competiciones vigentes.

## Datos de la sección
Total de temporadas en ADC: 39
- Temporadas en primera división: 36
  - Liga Nacional de Básquet: 36 (1989, 1990/91 - 2024/25)
  - Mejor ubicación en primera división: 1.º (5 veces)
  - Peor ubicación en primera división: 14.º (1989)
  - Ubicación en la tabla histórica de primera división: 2.º[95]
  - Partido con más puntos a favor: Boca 146 - 129 Ferro (1995/96)[96]
  - Partido con más anotaciones: Boca 141 - 137 Peñarol (1992) Récord Nacional[97]
  - Mayor goleada conseguida: Boca 139 - 66 Andino (2002/03)[98]
  - Mayor goleada recibida: Boca 65 - 111 Andino (1995/96)[98] 
 Boca 65 - 111 Peñarol (2009/10)[99]
  - Mayor cantidad de partidos ganados consecutivamente: (14 partidos) (1997/98)[98]
  - Mayor cantidad de partidos ganados consecutivamente de local: (21 partidos) (2002/03)[100]
  - Máximo anotador:  Adrián Boccia (3650 puntos)[101]
  - Más partidos disputados:  Martín Leiva (378 partidos)[102]
  - Jugador con más puntos anotados en un partido:  Robert Siller (51 puntos) (1994/95)[103]
  - Jugador con más puntos anotados en una temporada:  Eddie Casiano (1366 puntos) (1997-98)[98]
- Temporadas en Segunda División: 3
  - Liga Nacional B: 3 (1987 - 1988, 1990)
  - Mejor ubicación en segunda división: 1.º (1988)
  - Peor ubicación en segunda división: 23.º (1987)
- Participación en torneos internacionales: 20
  - Liga de Campeones de Baloncesto de las Américas: 3 (2021/22, 2023/24 - 2024/25)
  - Liga Sudamericana: 11 (1998 - 2000, 2004 - 2006, 2008, 2010, 2013 - 2014, 2022)
  - Torneo Interligas de Básquet: 1 (2019)
  - Liga de las Américas: 1 (2007/08)
  - Campeonato Sudamericano de Clubes Campeones: 4 (2004 - 2007)
  - Mejor ubicación en torneos internacionales: 1.º (3 veces)
  - Peor ubicación en torneos internacionales: Primera ronda (2 veces)
  - Ubicación en la tabla histórica de la Liga de Campeones de Las Américas: 8.º
- Participaciones en copas nacionales: 31
  - Copa Súper 20: 1 (2025)
  - Supercopa: 1 (2024)
  - Torneo Súper 20: 5 (2017 - 2021)
  - Copa Desafío: 1 (2007)
  - Torneo Súper 8: 8 (2005 - 2009, 2011 - 2013)
  - Torneo Top 4: 3 (2002 II - 2004)
  - Copa Argentina: 9 (2002 - 2010)
  - Copa de Campeones: 3 (1998 - 2000)
  - Mejor ubicación en copas nacionales: 1.º (8 veces)
  - Peor ubicación en copas nacionales: Primera ronda (8 veces)

## Organigrama

### Mercado 2025-26
| Altas     | Altas                | Altas | Altas             | Altas              | Altas |
| Pos.      | Nac.                 | N.º   | Jugador           | Procedencia        | Tipo  |
| --------- | -------------------- | ----- | ----------------- | ------------------ | ----- |
| Ala-pívot | Bandera de Argentina | 19    | Agustín Barreiro  | Oberá TC           | Libre |
| Pívot     | Bandera de Argentina | 22    | Francisco Cáffaro | Girona             | Libre |
| Base      | Bandera de Argentina | 3     | Lucas Faggiano    | El Calor de Cancún | Libre |

| Bajas     | Bajas                     | Bajas | Bajas                | Bajas               | Bajas            |
| Pos.      | Nac.                      | N.º   | Jugador              | Destino             | Tipo             |
| --------- | ------------------------- | ----- | -------------------- | ------------------- | ---------------- |
| Ala-pívot | Bandera de Argentina      | 10    | Facundo Piñero       | Ferro               | Fin del contrato |
| Pivot     | Bandera de Colombia       | 19    | Andrés Ibargüen      | Peñarol             | Fin del contrato |
| Base      | Bandera de Argentina      | 11    | José Vildoza         | Girona              | Fin del contrato |
| Escolta   | Bandera de Estados Unidos | 2     | Thomas Cooper        | Racing Club (CH)    | Fin del contrato |
| Pivot     | Bandera de Argentina      | 12    | Marcos Delía         | Obras Sanitarias    | Fin del contrato |
| Préstamos |                           |       |                      |                     |                  |
| Pos.      | Nac.                      | N.º   | Jugador              | Destino             | Hasta            |
| Pivot     | Bandera de Argentina      | 14    | Nicolás Burgos       | Félix Pérez Cardozo | Junio 2026       |
| Base      | Bandera de Argentina      | 5     | Juan Martín Guerrero | Platense            | Junio 2026       |
| Alero     | Bandera de Argentina      | 10    | Manuel Rodríguez     | Racing Club (CH)    | Junio 2026       |

### Jugadores históricos

#### Mayores presencias (1985-2025)
| Jugador         | Temporadas                                 | Partidos |
| --------------- | ------------------------------------------ | -------- |
| Martín Leiva    | 2001-2007, 2019-2020, 2020-2021, 2022-2023 | 378      |
| Matías Sandes   | 2001-2006, 2014-2015, 2018-2020            | 331      |
| Sebastián Festa | 1994-2000, 2004                            | 314      |
| Adrián Boccia   | 1998-2001, 2015-2016, 2017-2022            | 312      |
| Lucas Gargallo  | 2013-2020                                  | 290      |

#### Goleadores históricos (1985-2025)
| Jugador         | Temporadas                                 | Partidos | Puntos | Promedio |
| --------------- | ------------------------------------------ | -------- | ------ | -------- |
| Adrián Boccia   | 1998-2001, 2015-2016, 2017-2022            | 312      | 3650   | 11.6     |
| Paolo Quinteros | 2003-2006                                  | 159      | 3338   | 20.9     |
| Martín Leiva    | 2001-2007, 2019-2020, 2020-2021, 2022-2023 | 378      | 3270   | 8.6      |
| Byron Wilson    | 1996-1997, 2003-2005                       | 160      | 2873   | 17.9     |
| Matías Sandes   | 2001-2006, 2014-2015, 2018-2020            | 331      | 2727   | 8.2      |

#### Mayores asistidores (1985-2025)
| Jugador            | Temporadas                      | Partidos | Asistencias | Promedio |
| ------------------ | ------------------------------- | -------- | ----------- | -------- |
| Adrián Boccia      | 1998-2001, 2015-2016, 2017-2022 | 312      | 754         | 2.41     |
| Sebastián Festa    | 1994-2000, 2004                 | 314      | 726         | 2.31     |
| Maximiliano Stanic | 2001-2002, 2011-2013            | 154      | 624         | 4.05     |
| Juan Sartorelli    | 2001-2005, 2007-2008            | 243      | 590         | 2.42     |
| Matías Sandes      | 2001-2006, 2014-2015, 2018-2020 | 331      | 589         | 1.77     |

#### Rebotes totales (1985-2025)
| Jugador           | Temporadas                                 | Partidos | Rebotes | Promedio |
| ----------------- | ------------------------------------------ | -------- | ------- | -------- |
| Martín Leiva      | 2001-2007, 2019-2020, 2020-2021, 2022-2023 | 378      | 2108    | 5.57     |
| Matías Sandes     | 2001-2006, 2014-2015, 2018-2020            | 331      | 1668    | 5.04     |
| Adrián Boccia     | 1998-2001, 2015-2016, 2017-2022            | 312      | 1243    | 3.98     |
| Gabriel Fernández | 1996-2000, 2008, 2008-2009                 | 266      | 1060    | 3.98     |
| Federico Aguerre  | 2006-2008, 2012-2014, 2019-2022            | 237      | 987     | 4.16     |

#### Máximos anotadores de triples (1985-2025)
| Jugador            | Temporadas           | Partidos | Triples | Promedio |
| ------------------ | -------------------- | -------- | ------- | -------- |
| Leonel Schattmann  | 2007-2008, 2020-2024 | 194      | 451     | 2.32     |
| Paolo Quinteros    | 2003-2006            | 159      | 412     | 2.59     |
| Sebastián Festa    | 1994-2000, 2004      | 314      | 358     | 1.14     |
| Leonardo Gutiérrez | 2006-2008            | 105      | 333     | 3.17     |
| Gabriel Cocha      | 1993-1994, 1999-2003 | 174      | 314     | 1.80     |

#### Máximos anotadores de dobles (1985-2025)
| Jugador         | Temporadas                                 | Partidos | Dobles | Promedio |
| --------------- | ------------------------------------------ | -------- | ------ | -------- |
| Martín Leiva    | 2001-2007, 2019-2020, 2020-2021, 2022-2023 | 378      | 1337   | 3.53     |
| Adrián Boccia   | 1998-2001, 2015-2016, 2017-2022            | 312      | 1253   | 4.01     |
| Matías Sandes   | 2001-2006, 2014-2015, 2018-2020            | 331      | 965    | 2.91     |
| Luis Villar     | 1995-1998, 2000-2001                       | 192      | 832    | 4.33     |
| Paolo Quinteros | 2003-2006                                  | 159      | 713    | 4.48     |

#### Máximos anotadores de libres (1985-2025)
| Jugador           | Temporadas                 | Partidos | Libres | Promedio |
| ----------------- | -------------------------- | -------- | ------ | -------- |
| Gabriel Fernández | 1996-2000, 2008, 2008-2009 | 266      | 683    | 2.56     |
| Paolo Quinteros   | 2003-2006                  | 159      | 676    | 4.25     |
| Byron Wilson      | 1996-1997, 2003-2005       | 160      | 631    | 3.94     |
| Jerome Mincy      | 1996-1997, 1997-1998       | 107      | 541    | 5.05     |
| Sebastián Festa   | 1994-2000, 2004            | 358      | 520    | 1.45     |

- Referencias: [104]

### Jugadores con más títulos

#### Era profesional
| Jugador         | Títulos | Títulos                                                                   |
| --------------- | ------- | ------------------------------------------------------------------------- |
| Martín Leiva    | 11      | 3 Campeonato Sudamericano 2 Liga Nacional 5 Copa Argentina 1 Torneo Top 4 |
| Matías Sandes   | 9       | 2 Campeonato Sudamericano 1 Liga Nacional 5 Copa Argentina 1 Torneo Top 4 |
| Paolo Quinteros | 7       | 2 Campeonato Sudamericano 1 Liga Nacional 3 Copa Argentina 1 Torneo Top 4 |
| Fernando Malara | 7       | 2 Campeonato Sudamericano 1 Liga Nacional 3 Copa Argentina 1 Torneo Top 4 |
| Byron Wilson    | 6       | 1 Campeonato Sudamericano 2 Liga Nacional 2 Copa Argentina 1 Torneo Top 4 |
| Luis Cequeira   | 5       | 2 Campeonato Sudamericano 1 Liga Nacional 2 Copa Argentina                |

## Entrenadores
- Esta lista solo incluye a entrenadores del Club Atlético Boca Juniors a partir del año 1987, donde comenzó a competir en la era profesional del básquet argentino.

| N.º | Ciclo | Entrenadores       | Mandatos  | R       |
| --- | ----- | ------------------ | --------- | ------- |
| 1   | –     | Horacio Greco      | 1987      |         |
| 2   | –     | Horacio Seguí      | 1988      | [ 105 ] |
| 3   | –     | Alberto Finger     | 1989–1992 |         |
| 4   | –     | Ronaldo Córdoba    | 1992–1993 | [ 106 ] |
| 5   | –     | León Najnudel      | 1993–1995 | [ 107 ] |
| 6   | –     | Julio Lamas        | 1995–1997 | [ 108 ] |
| 7   | –     | Néstor García      | 1997–1999 | [ 109 ] |
| 8   | –     | Rubén Magnano      | 1999–2000 | [ 110 ] |
| –   | 2.º   | Néstor García      | 2000–2001 | [ 111 ] |
| 9   | –     | Fernando Duró      | 2001–2003 | [ 112 ] |
| 10  | –     | Sergio Hernández   | 2003–2005 | [ 113 ] |
| 11  | –     | Carlos Duro        | 2005–2006 | [ 114 ] |
| 12  | –     | Eduardo Cadillac   | 2006      | [ 115 ] |
| 13  | –     | Gabriel Piccato    | 2006–2008 | [ 116 ] |
| 14  | –     | Oscar Sánchez      | 2008      | [ 117 ] |
| –   | 2.º   | Fernando Duró      | 2008–2009 | [ 118 ] |
| 15  | –     | Pablo D'Angelo     | 2009–2010 | [ 119 ] |
| –   | 2.º   | Oscar Sánchez      | 2010–2012 | [ 120 ] |
| –   | 3.º   | Néstor García      | 2012–2013 | [ 121 ] |
| –   | 2.º   | Carlos Duro        | 2013–2014 | [ 122 ] |
| –   | 2.º   | Ronaldo Córdoba    | 2014–2015 | [ 123 ] |
| 16  | –     | Adrián Capelli     | 2015–2016 | [ 124 ] |
| –   | 3.º   | Ronaldo Córdoba    | 2016–2017 | [ 125 ] |
| 17  | –     | Gustavo Fernández  | 2017–2018 | [ 126 ] |
| 18  | –     | Guillermo Narvarte | 2018–2020 | [ 127 ] |
| 19  | –     | Gonzalo García     | 2020–2023 | [ 128 ] |
| –   | 3.º   | Carlos Duro        | 2023–2024 | [ 129 ] |
| 20  | –     | Gonzalo Pérez      | 2024–act  | [ 130 ] |

### Cuerpo técnico 2024-25
- Entrenador: Gonzalo Pérez
- Asistente: Emannuelle Quintans
- Asistente: Gianluca Brignardello
- Asistente: Juan Pablo Fernández
- Preparador Físico: Rafael Luquez
- Médico: Gustavo Ruiz
- Médico: David Severino
- Kinesiólogo: Aníbal Barbero
- Kinesióloga: Belén Valverde
- Utilero: Roberto Prado
- Jefe de equipo: Matías Rúa

- Referencia: [131]

### Entrenadores destacados
| Entrenador       | Logros | Títulos |
| ---------------- | --- | ------- |
| Horacio Seguí    | Liga Nacional B 1988                                                                                         | 1       |
| Julio Lamas      | Liga Nacional 1996-97                                                                                        | 1       |
| Fernando Duró    | Copa Argentina 2002                                                                                          | 1       |
| Sergio Hernández | Copa Argentina 2003 Liga Nacional 2003-04 Copa Argentina 2004 Torneo Top 4 2004 Campeonato Sudamericano 2004 | 5       |
| Carlos Duro      | Copa Argentina 2005 Campeonato Sudamericano 2005 Liga Nacional 2023-24                                       | 3       |
| Eduardo Cadillac | Copa Argentina 2006 Campeonato Sudamericano 2006 Liga Nacional 2006-07                                       | 3       |
| Gabriel Piccato  | Liga Nacional 2006-07                                                                                        | 1       |
| Gonzalo Pérez    | Liga Nacional 2023-24 Supercopa 2024 Copa Súper 20 2025 Liga Nacional 2024-25                                | 4       |

Notas
- Gabriel Piccato comparte título de Liga Nacional de Básquet 2006-07 con Eduardo Cadillac.

- Gonzalo Pérez comparte título de Liga Nacional de Básquet 2023-24 con Carlos Duro.

## Palmarés
Nota: en negrita competiciones vigentes en la actualidad. Indicado el récord del torneo  y el compartido 
| Torneos internacionales (3/3)           | Torneos internacionales (3/3)                        | Torneos internacionales (3/3)      |
| Competición                             | Títulos                                              | Subcampeonatos                     |
| --------------------------------------- | ---------------------------------------------------- | ---------------------------------- |
| Liga de Campeones de Las Américas (0/1) |                                                      | 2024-25                            |
| Liga Sudamericana (0/1)                 |                                                      | 1999                               |
| Campeonato Sudamericano (3/1)           | 2004, 2005, 2006                                     | 2007                               |
| Torneos nacionales (14/9)               |                                                      |                                    |
| Competición                             | Títulos                                              | Subcampeonatos                     |
| Primera División                        |                                                      |                                    |
| Liga Nacional (5/4)                     | 1996-97, 2003-04, 2006-07, 2023-24, 2024-25          | 1997-98, 2002-03, 2004-05, 2022-23 |
| Campeonato Argentino (1/0)              | 1963                                                 |                                    |
| Supercopa Argentina (1/0)               | 2024                                                 |                                    |
| Copa Súper 20 (1/0)                     | 2025                                                 |                                    |
| Copa Argentina (5/0)                    | 2002, 2003, 2004, 2005, 2006                         |                                    |
| Torneo Top 4 (1/2)                      | 2004                                                 | 2002, 2003                         |
| Torneo Super 8 (0/1)                    |                                                      | 2006                               |
| Copa Desafío (0/1)                      |                                                      | 2007                               |
| Segunda División                        |                                                      |                                    |
| Liga Nacional B (1/1)                   | 1988                                                 | 1990                               |
| Torneos amateurs (21/4)                 |                                                      |                                    |
| Competición                             | Títulos                                              | Subcampeonatos                     |
| Torneo Apertura (6/0)                   | 1938, 1939, 1961, 1962, 1963, 1964                   |                                    |
| Torneo Metropolitano (6/1)              | 1957, 1959, 1961, 1962, 1963, 1969                   | 1958                               |
| Torneo Oficial (9/3)                    | 1940, 1941, 1961, 1962, 1963, 1965, 1966, 1967, 1970 | 1958, 1959, 1969                   |

- Referencias:[98][132]

## Premios
| Mejor quinteto de la temporada - Paolo Quinteros - 2004/05, 2005/06 - Matías Sandes - 2004/05 - Leonardo Gutiérrez - 2007/08 - John De Groat - 2012/13 - Daniel Santiago - 2012/13 - Jasiel Rivero - 2018/19 - Franco Balbi - 2022/23 - Leonel Schattmann - 2022/23 - José Vildoza - 2023/24, 2024/25 Entrenador del Año - Julio Lamas - 1996/97 - Rubén Magnano - 1999/00 | MVP de las Finales - Byron Wilson - 1996/97, 2003/04 - Leonardo Gutiérrez - 2006/07 - José Vildoza - 2023/24, 2024/25 MVP de la Temporada - Leonardo Gutiérrez - 2007/08 - José Vildoza - 2024/25 Mejor Sexto Hombre del Año - Diego Prego - 2002/03 - Matías Sandes - 2003/04, 2004/05 - Luis Cequeira - 2006/07 - Marcos Delía - 2013/14 - Carlos Buendía - 2020/21 Mejor Extranjero del Año - Jerome Mincy - 1996/97 - John De Groat - 2012/13 Mejor jugador nacional - Leonel Schattmann - 2022/23 - José Vildoza - 2024/25 Revelación/Debutante - Horacio Beigier - 1990/91 - Federico Van Lacke - 2012/13 | MVP del Juego de las Estrellas de la LNB - Héctor Campana - 2001 - Paolo Quinteros - 2005 Torneo de Triples de la LNB - Alejandro Montecchia - 1999 - Gabriel Fernández - 2000 - Paolo Quinteros - 2006 - Leandro Masieri - 2009 - Isaac Sosa - 2015 - Martín Cuello - 2025 Torneo de Volcadas de la LNB - William Graves - 2012 |